# Kulturgeschichte der Panke

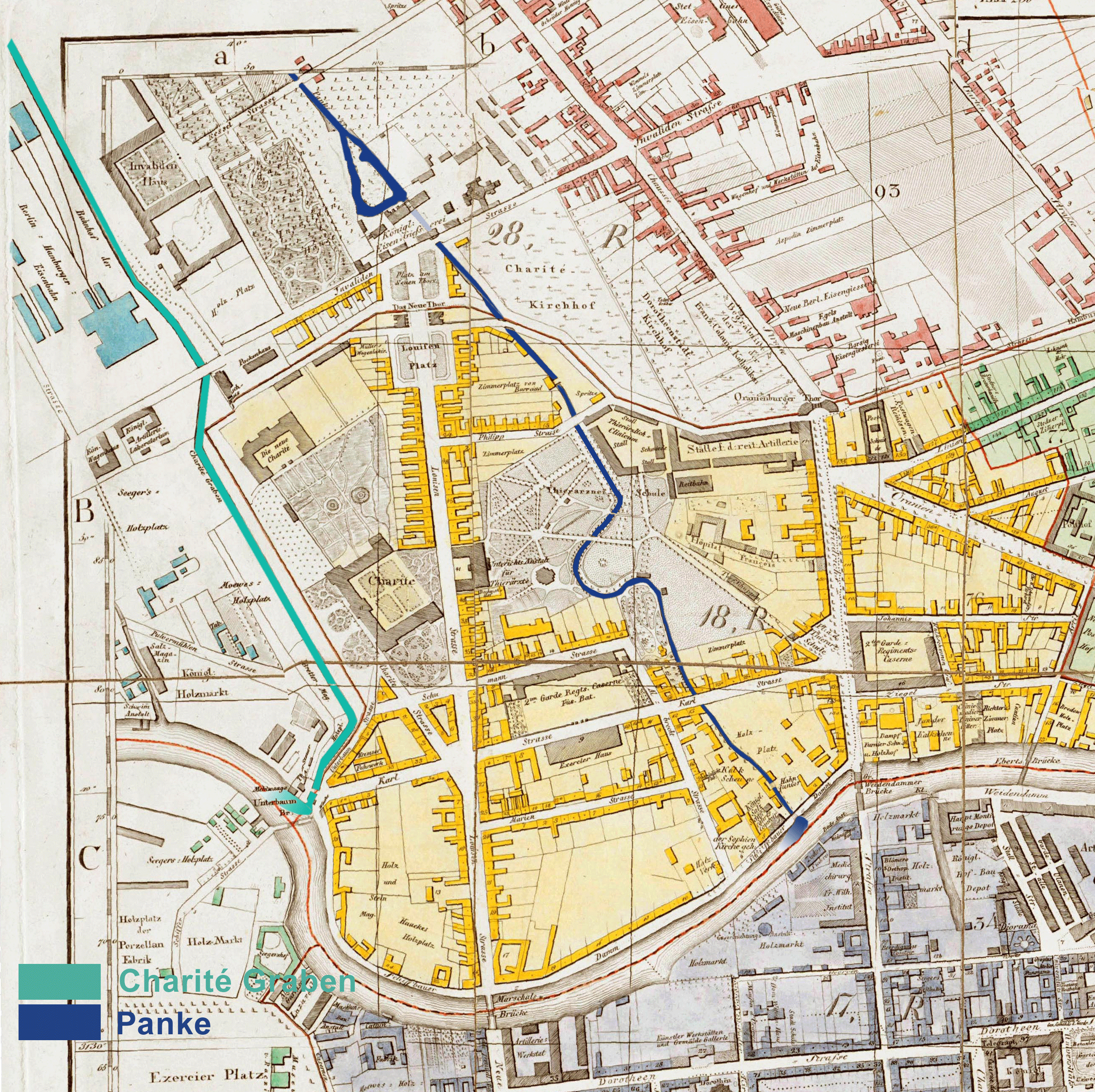
Panke und Charité Graben im Stadtgebiet Berlin 1846 (aus Karte von J.C.Selter: links oben)

Die Kulturgeschichte der Panke umfasst die kulturhistorischen Aspekte der Panke, eines kleinen Flusses in Brandenburg und Berlin. Neben der Dahme und der Wuhle ist sie ein bekannter Berliner Nebenfluss der Spree. Die Panke hat eine Länge von 29 Kilometern, von denen sich 20,2 Kilometer auf Berliner Stadtgebiet befinden. Ihr Einzugsgebiet beträgt 198,3 km², davon 46,8 km² in Berlin. Nach ihr sind die brandenburgische Gemeinde Panketal und der Ortsteil Pankow im gleichnamigen Berliner Bezirk benannt.
Die Panke besitzt für den Raum von Bernau bis Berlin nördlich der Spree eine wichtige Bedeutung bei der Besiedlungsgeschichte. In der Nähe ihrer Mündung auf der rechten Spreeseite liegt der Ursprung von Berlin. Der Pankeraum zwischen dem älteren Bernau und Berlin stand somit seit der Ortsgründung in Beziehung zur Entwicklung der Stadt. Durch die preußische Hauptstadt war die Panke neben der Spree ein Symbol der „Stadt Berlin“ und ebenfalls für die Orte im Barnim. Die Urbanisierung und die industrielle Entwicklung der Millionenstadt Berlin brachte viele Nachteile für den Fluss. Im Laufe des 20. Jahrhunderts nahmen Bestrebungen zu, die Lebensqualität entlang von Flussläufen zu verbessern. Die Panke in der Metropolregion Berlin ist dafür ein Beispiel.
Für viele Künstler im 19. und 20. Jahrhundert markierte der Fluss ihre Heimatstadt und er wurde oft bedichtet und besungen. Für die wachsende Millionenstadt und ihre Umgebung wurde neben der Spree besonders die Panke zu einem Sinnbild und Widerbild.

„[…] die Panke [war] im 19. Jahrhundert ein Fluss der kleinen Leute. Ihre Ufer waren vor allem im Wedding von Handwerkern, Müllern und Gerbern bewohnt. […] gab es im Weddinger Verlauf der Panke acht Mühlen und 23 Gerbereien. Zum Verarbeiten des Leders wurden täglich 500 Eimer Hundekot verwendet. Kein Wunder, dass die 29 Kilometer lange Panke, die bei Bernau entspringt und in Mitte in die Spree mündet, im Volksmund Stinke-Panke hieß. Zahlreiche Industriebauten wie die 1714 errichtete Walkmühle an der Badstraße erinnern noch an diesen Abschnitt der Pankegeschichte.“

## Geschichte

### Frühzeit und Mittelalter

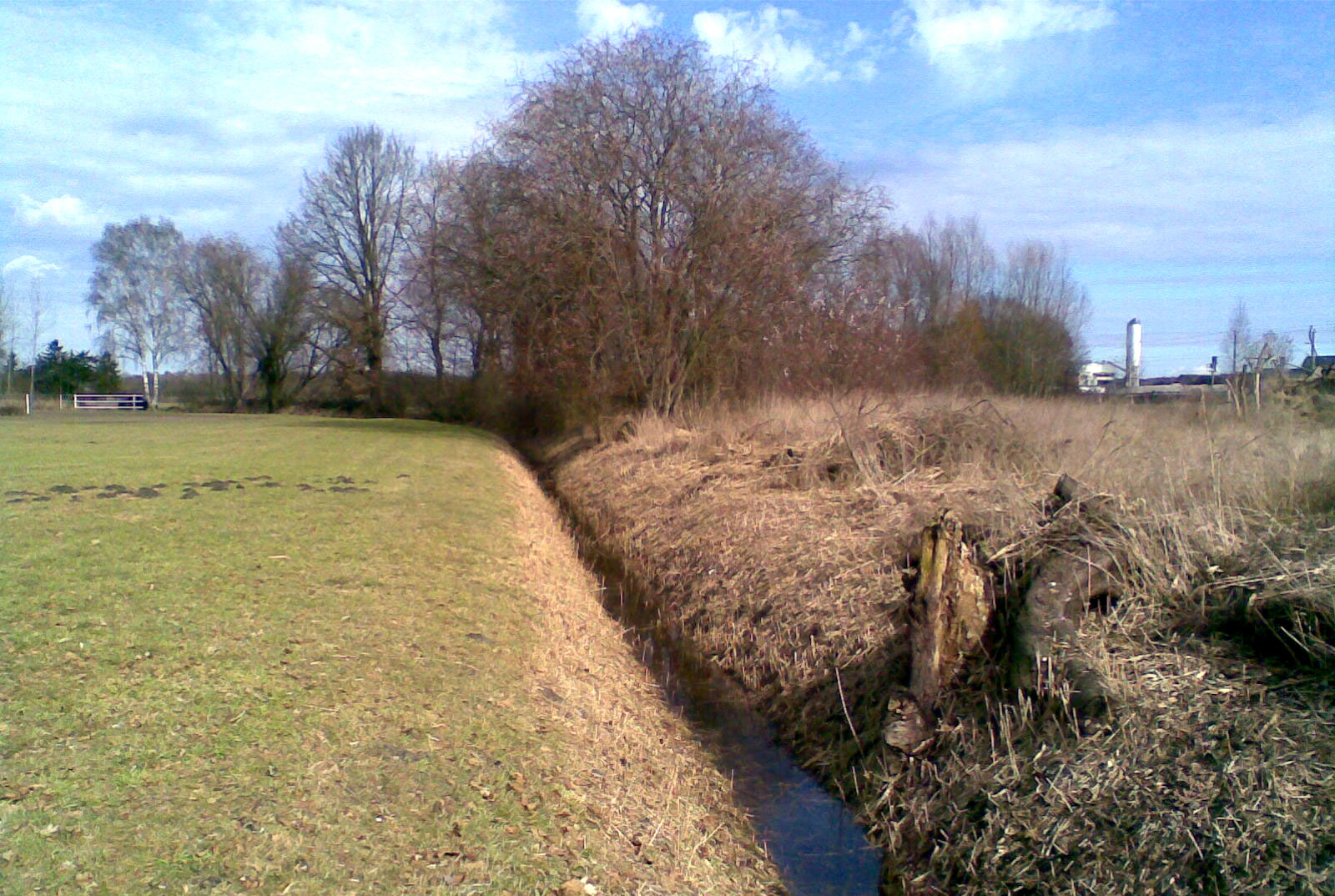
Die Panke nahe ihrer Quelle östlich von Bernau-Pankeborn. Kein sprudelndes Flüsschen mehr wie noch vor 150 Jahren oder gar im Mittelalter.

Besiedelt waren die Gebiete in der Mittelsteinzeit (8000–6000 v. Chr.) durch Jäger und Sammler, sie zogen umher und hinterließen an den Flussufern Spuren durch Feuersteingeräte, Hirschgeweihäxte und Knochenspitzen. Die hiesigen Waldgebiete aus Eichenmischwald mit Linde, Rüster, Haselstrauch, Kiefern und Birken waren von Elch, Rothirsch, Auerochsen, Wisenten, Wildschweinen, Braunbären, Wölfen und Wildpferden besiedelt. Im Neolithikum (3000–1800 v. Chr.) siedelten sich dann Ackerbauern an, die auf den sandigen Hochflächen Weizensorten anbauten. Funde mehrerer Kulturen wurden im Gebiet ausgegraben. Durch Gräber und Keramikfunde ist die Anwesenheit belegt. Die Bauern benötigten Wasser für ihre Dauersiedlungen, für Wiesen und Ackerland wurden die Auenwälder zurückgedrängt; die Viehhaltung hielt die Weiden, der Pflug das Ackerland waldfrei. Im Übergang zur Bronzezeit und in der älteren Bronzezeit nahm die Bevölkerungsdichte in weiten Teilen Norddeutschlands allerdings wieder ab. Ein Grund könnte sein, dass die Viehwirtschaft auf Kosten des Ackerbaus zunahm. Erst in der jüngeren Bronzezeit mit der Intensivierung des Feldbaues durch bessere Methoden nahm die Bevölkerungszahl wieder zu. Teltow, Barnim und das Urstromtal wurden entlang der Wasserläufe besiedelt. Die Panke bot Wasser für die Siedler.
Aus der vorrömischen Eisenzeit (800 v. Chr. bis zur Zeitenwende) erscheint das Berliner Gebiet nur noch dünn besiedelt zu sein. Diese Annahme wird durch die Funde von Gräbern gestützt. Die Hortfunde legen die Vermutung nahe, dass auf Grund von Klimaänderungen nur die hochgelegenen, hochwasserfreie Talsandkuppen besiedelt sind. In der folgenden Römischen Kaiserzeit muss die Besiedelung aber wieder zugenommen haben, es fanden sich zahlreiche Funde auch an römischen Münzen und Gegenständen. Die Siedlungen zeugen von einer bäuerlichen Kultur, für die Jagd und Fischfang weniger wichtig war. Im Siedlungsgebiet wandern Burgunder und Semnonen ein. Im sechsten und siebten Jahrhundert müssen an den Rändern des Barnim einige Gehöfte wohlhabender Bauern existiert haben, wie sich aus reich ausgestatteten Körpergräbern, auch in Rosenthal, ergibt. In den späteren Jahren bis zum Beginn der askanischen Periode siedelten Spreeslawen ein, die sich im Schutze der Burgen Poztumpi, Spandow und Köpenick ansiedelten. Diese deckten ihren Bedarf zur Hälfte mit Ackerbau und Viehzucht und zur anderen Hälfte mit der Jagd. Die Niederlage von Jacza gegen Albrecht den Bären förderte den Zustrom deutscher Bauern. Im Schutze der askanischen Burgen unter den Markgrafen Johann I. und Otto III. siedelten sie auch auf dem Barnim.

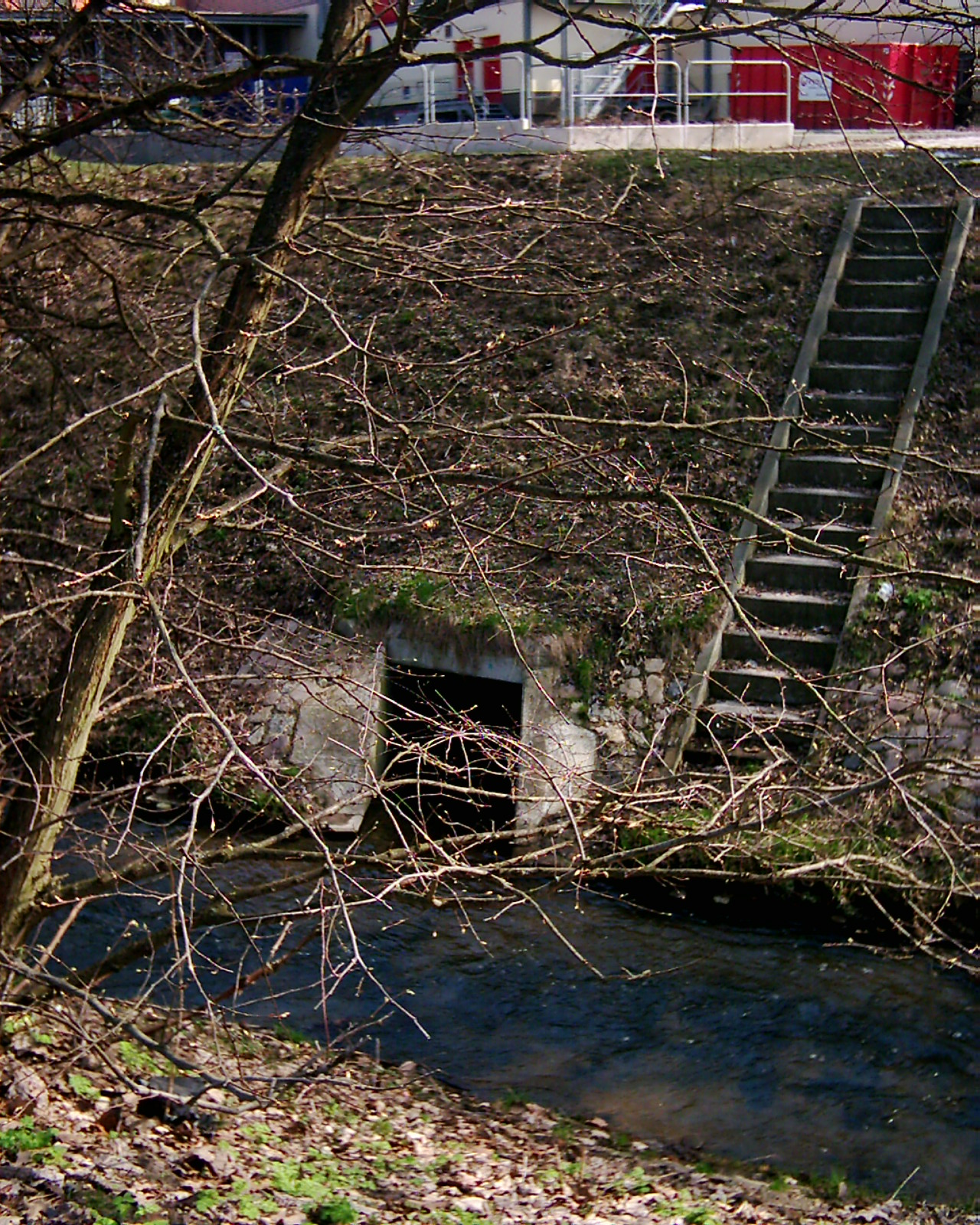
Jede Wassergabe verstärkt den Lauf nach dem Wegfall der Rieselfelder

In den alten Schriften findet man den Beleg, dass die Panke der früheren Jahre mehr Wasser geführt hat. Besonders im Frühjahr mit der Schneeschmelze war die Wasserführung reichlich. 1361 konnte „der Legende nach“ der Ritter Graf Udo von der gespaltenen Klaue immerhin „in seiner Rüstung in der Panke ertrinken“. Am Wasserlauf der 2010er Jahre ist es an dieser Stelle nur schwer vorstellbar, dass jemand ertrinken kann.
Die Siedlung Bernau wurde im 11. Jahrhundert auf der höher gelegenen Diluvialplatte erbaut. Das Sumpfgebiet mit den Quellbächen der Panke, das sich südlich bis nordöstlich um die Stadt zog, war im 14. Jahrhundert unbetretbar. Wenn der Feind drohte, wurde es durch Anstauen der Panke sogar unüberwindbar. Am Pankeunterlauf konnte damals bei dem vergleichsweise geringen Gefälle der Panke ein hoher Wasserstand in der Havel über den Rückstau in der Spree auch den Abfluss der Panke behindern. Die Besiedlung mindestens seit dem 13. Jahrhundert, besonders ab Mitte des 18. Jahrhunderts hat den Flusslauf verändert. Durch Wehre und Mühlen, Rodungen und Begradigungen wurde der natürliche Pankelauf verändert. Der Fluss musste den Bedürfnissen der Menschen folgen. Aus dem strudelnden Bach wurde innerhalb von 700 Jahren ein Kanal mit rechteckigem Durchfluss, faschiniert und eingemauert. Im Mittelalter wurde die Panke niveaugleich an Furten überquert. Die Bernauer Heerstraße, die mittelalterliche Verbindung von Spandau nach Stettin, wurde 1317 in den Ort Bernau verlegt, gegen Zahlung eines Durchfahrtzolls an den Bernauer Magistrat querten Kaufleute und Reisende an der Bernauer Furt die Panke. Über 90 Brücken unterschiedlichster Größe verbinden die befestigten, besiedelten und als Kulturland genutzten Ufer.
Ab Pankow auf eine Breite von durchgehend vier bis sieben Metern gebracht, hat die Panke bei mittlerem Stand eine Wassertiefe von etwa 30–40 Zentimeter. An den Kanalwänden sind nur noch wenige Zuflüsse – wohl für Regenwasser – zu finden. Brachten bis in die 1960er Jahre Abwässer im Rieselfeldbereich und im Stadtgebiet die Schmutzlast, sind es seither die Einleitungen von Regenwasser mit Straßenschmutz und Gummiabrieb. An der Bachsohle gibt es kaum querende Hindernisse, wo das Wasser plätschern könnte, um beim Verwirbeln Sauerstoff aufzunehmen. Mit Luftsauerstoff könnten Kleinlebewesen Schadstoffe abbauen. In der ersten Hälfte des 20. Jahrhunderts in der Sohle abgelagerte Schwermetalle werden nach den Untersuchungsberichten langsam wieder mobilisiert und durch Spree und Havel in die Elbe abgeführt.

### Siedlungsraum

#### Besiedelung
Entlang des Flusslaufes finden sich im Raum Buch zwölf steinzeitliche Siedlungsplätze und zwei Gräberfelder aus der Jungbronzezeit, auch acht Fundstellen aus der römischen Kaiserzeit belegen eine Epoche, in der die Besiedlung auf den höher gelegenen Flächen des Barnim zunahm. In Zepernick wurden mehrere Siedlungsplätze gefunden, es wurden erhebliche archäologische Funde aus dem ersten bis dritten Jahrhundert unserer Zeitrechnung gemacht. Bis zum vierten Jahrhundert siedelten germanische Stämme, im Ergebnis der Völkerwanderung kamen Slawen, die Sprewanen, in das Gebiet. Unter Heinrich I. begann 929 die deutsche Kolonisierung, die allerdings mit dem Slawenaufstand stockte. Die hiesige Gegend war allerdings relativ menschenleer.
Mit den Kreuzzügen gegen die slawischen Heiden kam Zuzug von jenseits der Elbe ins Gebiet der Polaben und Sprewanen. Albrecht der Bär (aus Ballenstedt) ließ bei seiner Kolonisierungspolitik Dörfer im Panketal anlegen. Am Lauf der Panke ist ein Flecken Wedding belegt, als am 22. Mai 1251 der Markgraf den Besitzwechsel der „Mühle an der Panke“ vom Ritter Fridericus de Chare an die Nonnen des Benediktinerinnenklosters in Spandau bestätigt. Um 1230 entstanden die Dörfer Zepernick und Schwanebeck und zu dieser Zeit auch das Dorf Buch. Unweit der Quelle entstand auf einer eiszeitlichen Sanderfläche der Ursprung der Stadt Bernau. An der Mündung der Panke entstand Berlin mit seiner Nachbarsiedlung Cölln. Berlin feierte 1987 die 750-Jahr-Feier.

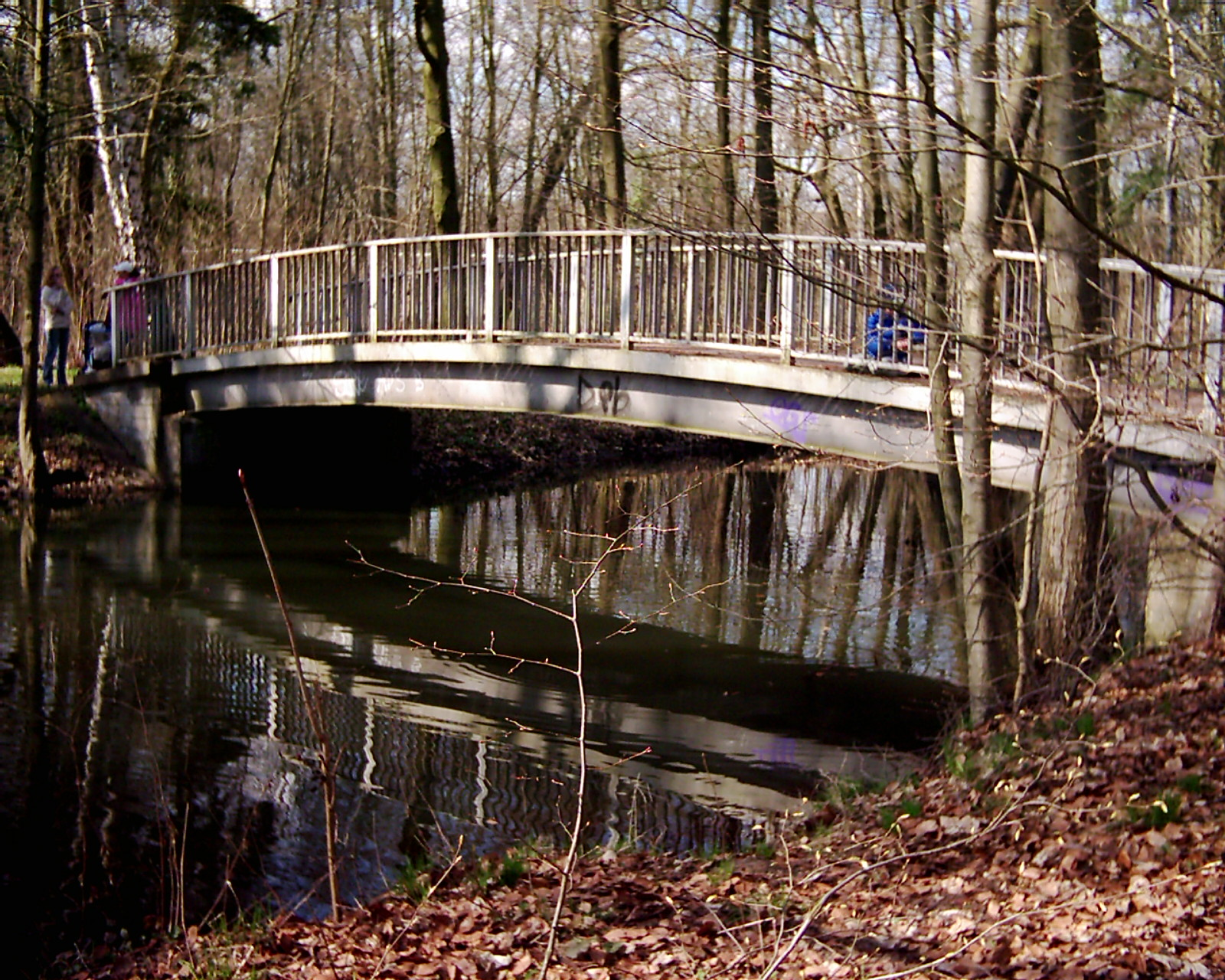
Der Schlosspark Buch 1607 eingerichtet wurde 1813 durch das Anlegen von Parkgewässern zum offenen Landschaftspark, 1907 wurde er öffentlich zugänglich und Erholungsgebiet für die Patienten der Kliniken und Altenheime

Anfangs war Bernau durch einen Palisadenzaun geschützt und die Panke floss durch die Stadt. Als 1317 die „Bernauer Heerstraße“ in die Stadt verlegt wurde, bildete der Zoll an einer Furt durch die Panke (etwa an der Straße „Viehtrift“) eine gute Einnahme für den Magistrat. Im 15. Jahrhundert verstärkte Bernau die Stadtbefestigung durch ein dreifaches Wall- und Grabensystem, das vom Pankewasser gespeist wurde. Die Stadtmauer ist noch erhalten, die Gräben allerdings sind trocken.
Die Panke förderte mit ihrem Lauf sicher die Ansiedlungen auf den höher gelegenen Eiszeitdünen im Panketal, und die Siedler nutzten das Wasser der Panke. Eine Panke-Mühle gab es bereits im 13. Jahrhundert.

#### Wassermühlen

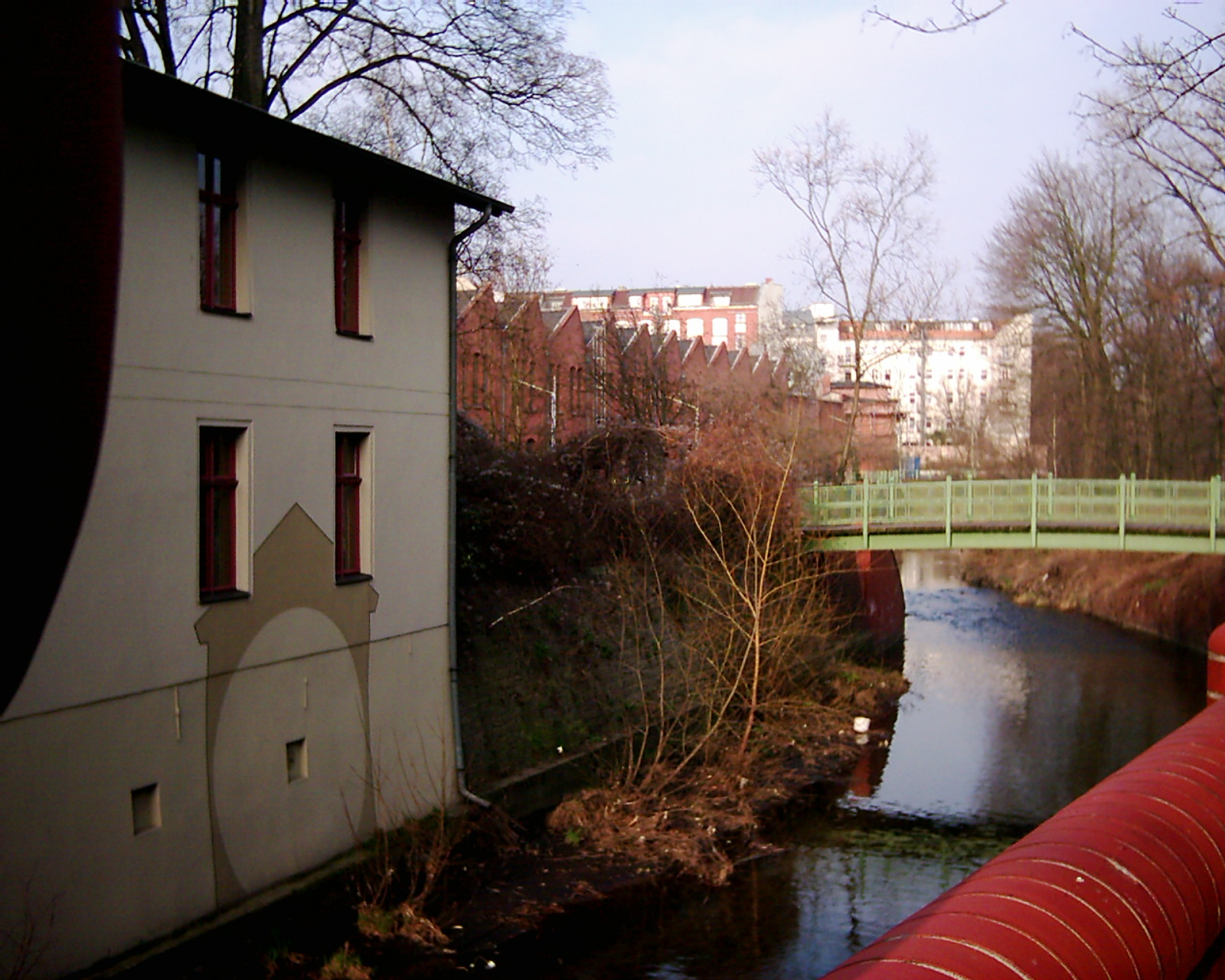
Das symbolische Wasserrad einer Mühle, an der Badstraße

Bemerkenswert gegenüber dem modernen Erscheinungsbild ist die mittelalterliche Nutzung der Panke durch Wassermühlen. Diese nahmen mit dem jeweiligen Mühlenstau Einfluss auf den Grundwasserstand und die Morastbildung. Neun Wassermühlen wurden an der Panke gezählt.
- Zu erwähnen sind die ehemalige Wassermühle in Pankow, die in Gesundbrunnen und die urkundliche Erwähnung der Mühle im Wedding von 1251.
- Im Schlosspark von Buch stand seit 1375 eine Getreidemühle mit zwei Wasserrädern und einer Ölstampfe.
- Die Pankower Mühle entstand 1542 und besaß drei unterschlächtige Wasserräder, teilweise waren 60 Arbeiter beschäftigt. Durch Hochwasser wurde sie mehrfach geschädigt, da sie keinen Mühlenstau besaß. 1830 wurden zwei Bütten der Papiermühle betrieben. Wegen Hochwasserschäden wurde der Mühlenbetrieb eingestellt. 1854 erfolgte der Umbau der Mühle zum Herrenhaus. So blieb der Platz erhalten für eine Sommergaststätte im Bürgerpark.
- 1610 entstand eine Schrotmühle südwestlich von Bernau. Sie litt unter Wassermangel und wurde gleichzeitig als Windmühle betrieben. Als sie 1888 verfallen war, wurde die Mühle abgebrochen.
- 1662 stand eine Papiermühle auf dem Gelände der Berliner Charité.
- In der Nähe (→ Platz vor dem Neuen Tor) wurde 1700 eine Schleif- und Poliermühle gebaut, die 1779 zur Toback-Mühle wurde und ab 1804 zur „Königlichen Eisengießerei“ gehörte.
- 1732 wurde eine Walkmühle in Niederschönhausen in Betrieb genommen, die 1731 zur Papiermühle umgerüstet wurde. Dabei wurde eine Loh- und Mahlmühle angebaut. 1794 brannte diese Mühle ab, wurde aber 1805 als Mahlmühle wieder aufgebaut und bestand bis 1891.

Die Mühle an der Badstraße wurde laut der Besitzurkunde von 1251 als „Mühle an der Panke“ vom Ritter Fridericus de Chare an das Benediktinerinnenkloster in Spandau überschrieben. Der Mühlenbetrieb durch das Nonnenkloster wurde 1540 eingestellt, als das Kloster in der Reformation säkularisiert wurde. Erst 1710 wird die Mühle wieder als Papiermühle genutzt und hat bis 1748 das alleinige Recht, in Berlin Lumpen zu sammeln. Die Papierverarbeitung wurde 1750 aufgegeben und die Mühle als Walkmühle zur Lederverarbeitung eingerichtet. 1891 wurde das Wehr zur Regulierung der Panke gebaut und der Mühlenbetrieb wurde endgültig eingestellt.
Die Gesundbrunnenmühle nahe der Brunnenstraße ist als Lohmühle entstanden. Hier sollte zur 750-Jahr-Feier Berlins wieder eine Mühle in einer Auenlandschaft stehen. Von der Idee der Renaturierung ist allerdings nur ein an die Hauswand gemaltes stilisiertes Wasserrad geblieben.

#### Fischfang
Eine Wirtschaftsform früherer Jahre war der Fischfang in der Panke: Steinbeißer, Barsch, Blei, Ukelei und Querder (Jungform des Neunauges). 1909 gruben im Dorfe Buch polnische Erdarbeiter beim Bau der Krankenanstalten Brandstellen und Scherben aus. Eine bronzezeitliche Siedlung mit 80 Häusern bezeugt, dass der Wasser- und Fischreichtum der Panke im Bucher Talkessel bereits vor 4000 Jahren Siedlungsraum bot. Um 1880 fanden sich noch Hechte von 5 Pfund, Forellen von 1 1⁄2 Pfund in der Panke. Der Überlieferung nach schwammen damals sehr viele Forellen und Hechte mit einem Gewicht von fünf Pfund in der Panke. „Die Nutzung der Panke zum Fischfang war bis in den Herbst 1890 möglich, als Schloßmüllers in Buch die letzten Brathechte aus der Panke zog. Ein Jahr später waren keine Fische mehr zu sehen. Nur die Knaben zogen noch an den Ufern entlang und fingen Stichlinge und Feuersalamander.“ Die Forelle gilt als Indikatorfisch für sauberes und sprudelndes Wasser. 1900 galt die Panke noch als Anglerparadies. 100 Jahre später findet sich im Internet eine Mitteilung eines Anglers, dass er erstaunt ist „angelbare Fische“ zu sehen.
Regulierung und Kanalisierung des Flusses und Nutzung als Abwasserableiter drängten den Fischbestand zurück. Lediglich Stichlinge lebten und überleben in der Panke. Durch jüngste Wasserschutzmaßnahmen wird die Wasserqualität besser und es können wieder Schleie geangelt werden.
Eine Warnung vor dem Angeln in der Panke am Anfang des 20. Jahrhunderts findet sich im Lied vom Angeln:
In Halensee, in Schlachtensee,

Und an der Oberspree.

Auch an der Krummen Lanke,

Doch niemals an der Panke.

Sonst fängst im Nu ‘nen Spickaal Du

Und einen alten Schuh

Und hast Du Glück, dann fängst Du noch ’nen Mann dazu.

„Die Panke war bis 1910 ein Forellenbach, 1965 wurde die letzte Barbe gefangen. […] Die Panke sei in ein rechteckiges Korsett gezwängt worden. Sämtliche flachen Bereiche am Ufer sind verschwunden, heute stehen da steile Betonmauern. […] Die Ufer der Panke könnten flacher gemacht, das Wehr zum Nordhafen entfernt werden, damit die Fische hindurchkommen, […] Die Kosten für jedes Gewässer betragen etwa 20 bis 30 Millionen Euro.“

#### Obst- und Gemüsebau
Eines der ältesten Siedlungsgebiete im Wedding befindet sich um die Wiesenstraße, die zum Ortsteil Gesundbrunnen gehört. In Domänenschaft des Amtes Mühlenhof war diese für die Versorgung des preußischen Hofes verantwortlich. Es gab Wälder für das Holz und Wiesen für die Tierhaltung. 1782 wies König Friedrich II. Kolonisten aus Ansbach Wirtschaftsflächen zu, die Kolonie „Neu-Wedding“ entstand. Die Lage in unmittelbarer Nähe der Panke war für die Wasserversorgung des vom König geforderten Obst- und Gemüseanbaus zur Versorgung der Stadt Berlin unabdingbar.
Im Zuge der Ausweitung städtischer Siedlungsformen (Urbanisierung) wurden verbliebene Flächen für die innerstädtischen Bewohner als Kleingartenanlagen erschlossen, womit ab den 1870er Jahren eine naturverwandte Nutzung entlang des Pankelaufs begann. Obst- und Gemüseanbau wird seit dem 20. Jahrhundert in den Kleingärten entlang der Panke von Bernau bis nach Gesundbrunnen betrieben.

### Urbanisierung

#### Gewerbe- und Industrieansiedlung

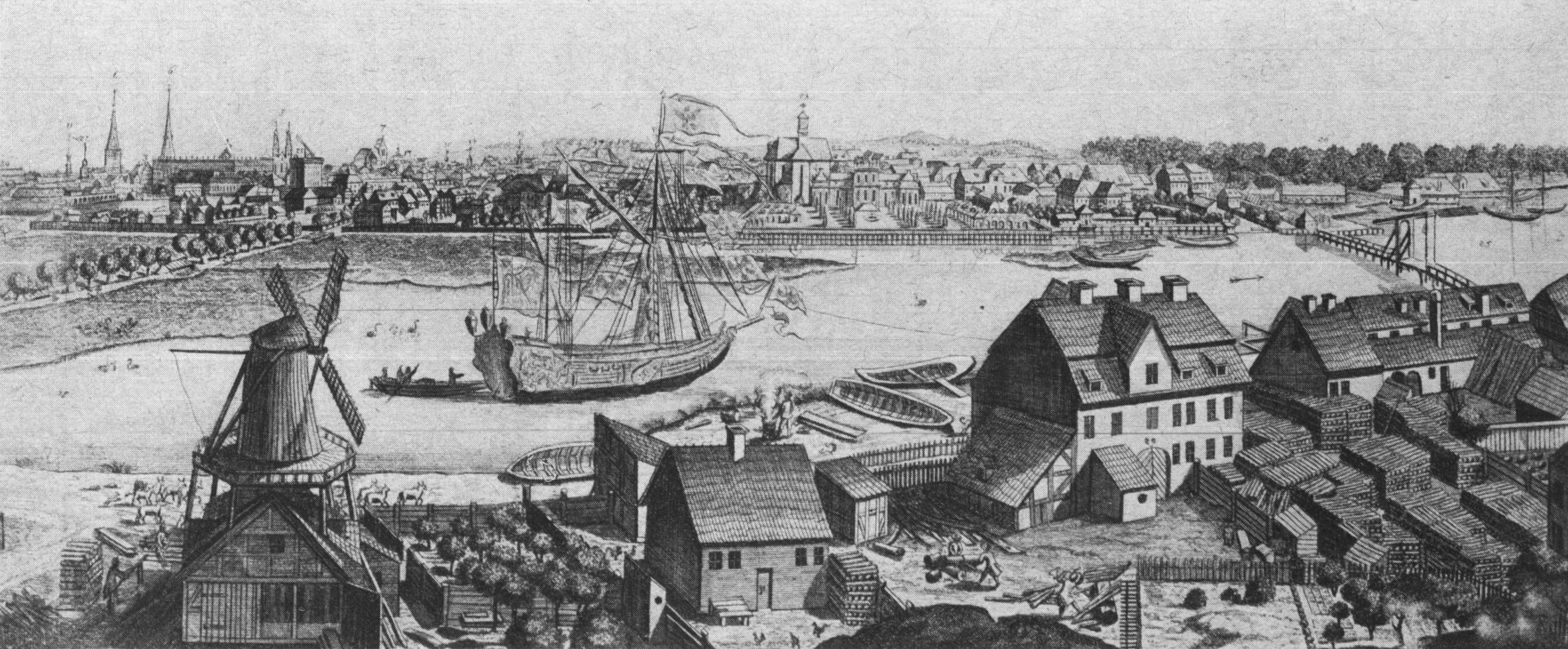
Der Schiffbauerdamm, nahe der Pankemündung, 1771

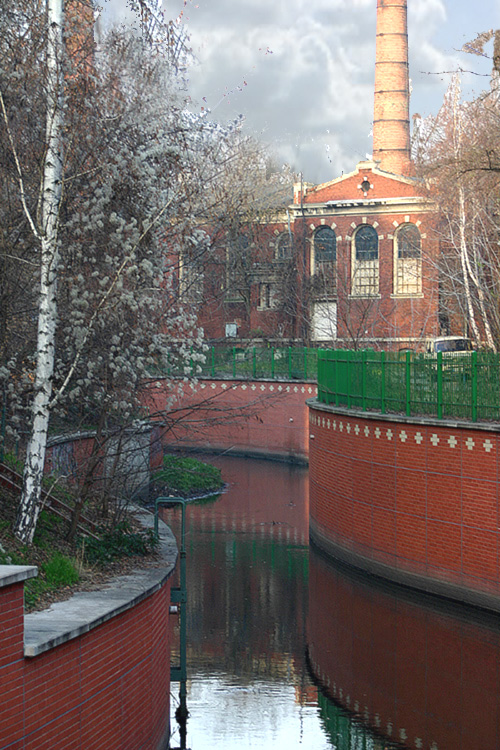
Eingefasste Panke in Berlin-Gesundbrunnen, 2005

Berlin an der Mündung der Panke ist Hauptstadt Preußens. Die Markgrafen sind an der Spree und Panke ansässig, dadurch gewann die Region an Bedeutung. Im 18. und 19. Jahrhundert nimmt die Bevölkerungszahl zu. Durch die zunehmende Besiedlung im Wedding (auf der Pankeseite der Spree) stieg die Bebauungsdichte und das Gewerbe nahm zu. Die Mietskasernen erreichten das innerstädtische Pankeufer. Ende des 19. Jahrhunderts war die Panke eingemauert, das Gewerbe entlang der Panke nahm zu. An der Panke entstanden vor 120 Jahren Gerbereien und Färbereien. Aus 30 Gerbereien mit ihrem chromhaltigen Abwasser, aus Knochenkochereien mit Fett und Fleischresten flossen die Abwässer ungeklärt in die Panke und belasteten mit stinkenden Gasen den „Geruch“ am Fluss. Zum Gerben wurden täglich 500 Eimer Hundekot eingesetzt. Mit der Dampfmaschine kam die Industrie an die Panke. Zwar gab es Auflagen für die Vorklärung der Abwässer, aber die direkte Lage an der Panke, das Profitstreben und der Preisdruck auf dem Markt für Glacé- und Saffianleder setzten andere wirtschaftliche Vorgaben, Filz- und Hutfabriken belasten mit den Abwässern. 1882 werden sieben Weiß-, fünf Saffian-, zehn Glacéleder- und eine Lohgerberei, dazu vier Leimsiedereien, eine Darmseidenfabrik, eine Knochenkocherei, zwei Papierfabriken und eine Mühle benannt. Die Abwässer der vielen kleinen Handwerks- und Gewerbebetriebe liefen ungeklärt in den Flusslauf zurück.
Nahe der Invalidenstraße entstand die Königliche Eisengießerei und aus der Panke konnte die Menge des benötigten Wassers entnommen werden. Für den benötigten Vorrat für knappe Zeiten wurde eine Wasserhaltung nördlich der Invalidenstraße angelegt. Diese wird von Helling auf Seite 79 in seinem Taschenbuch von Berlin 1830 erwähnt: „Eisengießerei, Königliche, Invalidenstraße 92, wurde im Jahre 1804 durch den Minister v. Reden angelegt, an der Stelle der Schleif- und Papiermühle, die 1702 hier an der Panke erbaut worden. Sie ist jetzt in Berlin die wichtigste und sehenswertheste Fabrikanlage Berlin’s, denn hier werden sowohl die größten Gegenstände, Brücken, Statuen, Denkmäler, als auch die kleinsten und feinsten Schmucksachen angefertigt, Gegenstände von 40 Ctr. bis 3⁄16 Loth das Stück. Sie liefert jährlich 10–12,000 Ctr. Gußwaaren. Zur Besichtigung wendet man sich an den Hütteninspector daselbst. Sie steht unter dem Oberbergamt und hat 5 Verwaltungsbeamte und unter ihren vielen Werkbeamten 4 academische Künstler.“

„Berlin N. hat einen eigenen Stromlauf, die Panke, ein geheimnisvolles Gewässer, bald offen, bald versteckt, bald als versandete Ader mit grünen Buschufern, bald ein schwarzer Schlund, der zwischen schmutzigen Hauswänden in ewiger Finsternis dahinödet und einen Duft aushaucht, der selbst dem entschlossensten Selbstmörder Bedenken einflößen könnte.“

Im Unterlauf war die Panke bis ins 19. Jahrhundert hinein für sogenannte Treckschuten – flache, ausladende, vom Ufer aus gezogene Boote – schiffbar. Die Erschließung des Weddings und der notwendige An- und Abtransport von Gütern erfolgte meist auf dem Wasserweg von der Spree aus. Der König selbst fasste den Wunsch bis zum Schloss Schönhausen auf dem Wasserwege zu fahren.

„Durch den Unterbaum wird die Spree bey ihrem Ausfluß aus Berlin geschlossen. Dicht beim Unterbaum fließt der Graben in die Spree, welchen König Friedrich I. 1704 von Eosander von Goethe hat anlegen lassen, um von Schönhausen nach Charlottenburg spatzieren fahren zu können.“

#### Brauwasser

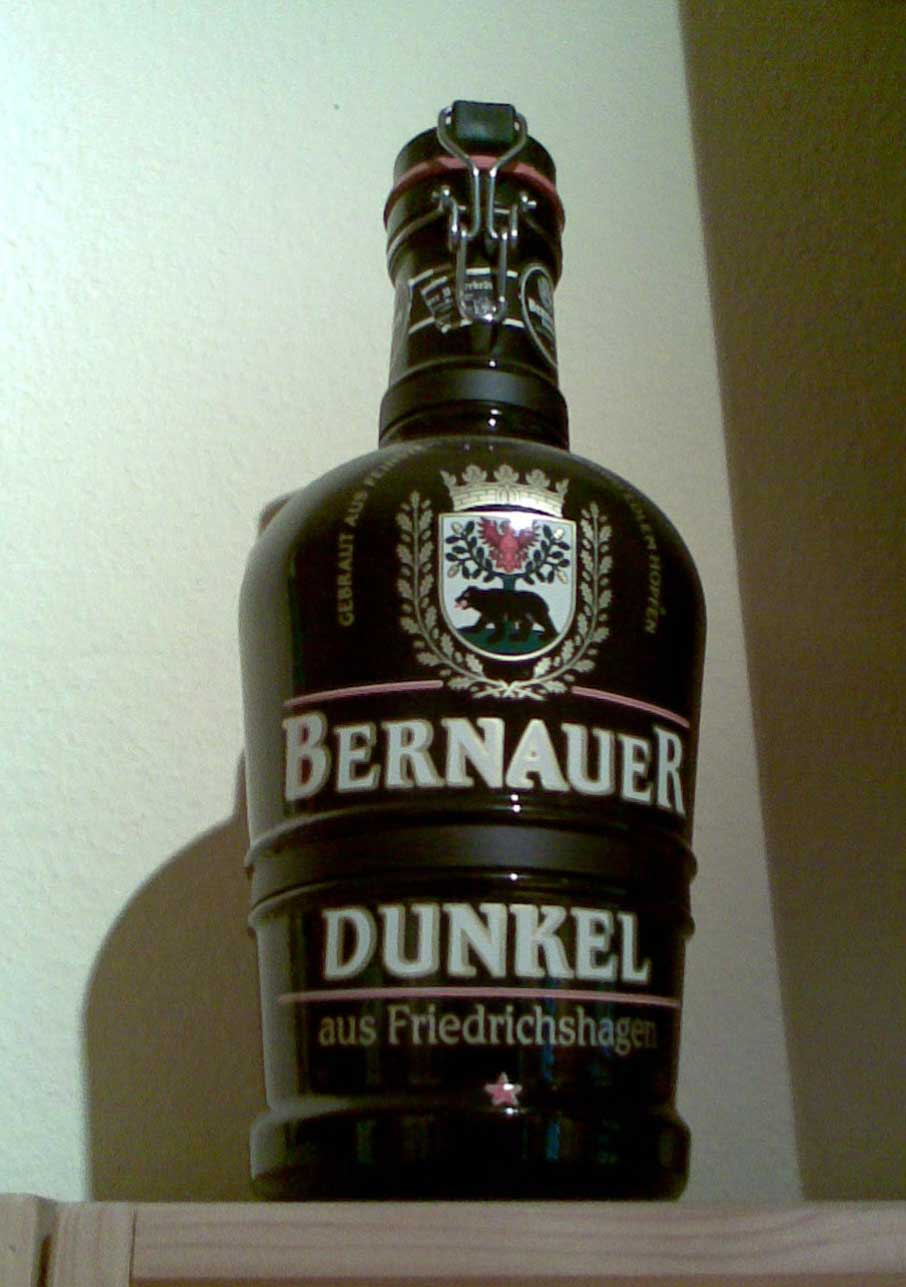
Bügelverschlussflasche Bernauer Dunkel

In Bernau wurde aus dem Pankewasser im Mittelalter ein beliebtes Braunbier in Hauswirtschaften gebraut. Einerseits war die Wassermenge, andererseits die Klarheit des Pankewassers vorhanden. Dennoch der Spruch von 1432: „Der Bernausche heiße Brei macht die Mark hussitenfrei.“ verweist auf die Braukunst, bei der dickflüssiger Trebersaft verbleibt. Der Sage nach haben die Bernauer mit ihrem Bier die hussitischen Belagerer eingeschläfert, danach geschlagen und vertrieben.

„Dieser Pankesumpf war wie die meisten Sümpfe hierzulande ein Erlenbruch. Der Erle aber ist der Hopfen verschwistert, der wahrscheinlich die Pankeniederung weithin erfüllt haben wird. Wo aber Hopfen gedeiht, besonders, wenn er nicht nur wild wächst, sondern angebaut wird, gedeiht auch Bier. Und so dürfen wir uns nicht wundern, daß Bernau sich im Lauf der Jahre zu einer hochberühmten Bierstadt entwickelte.“

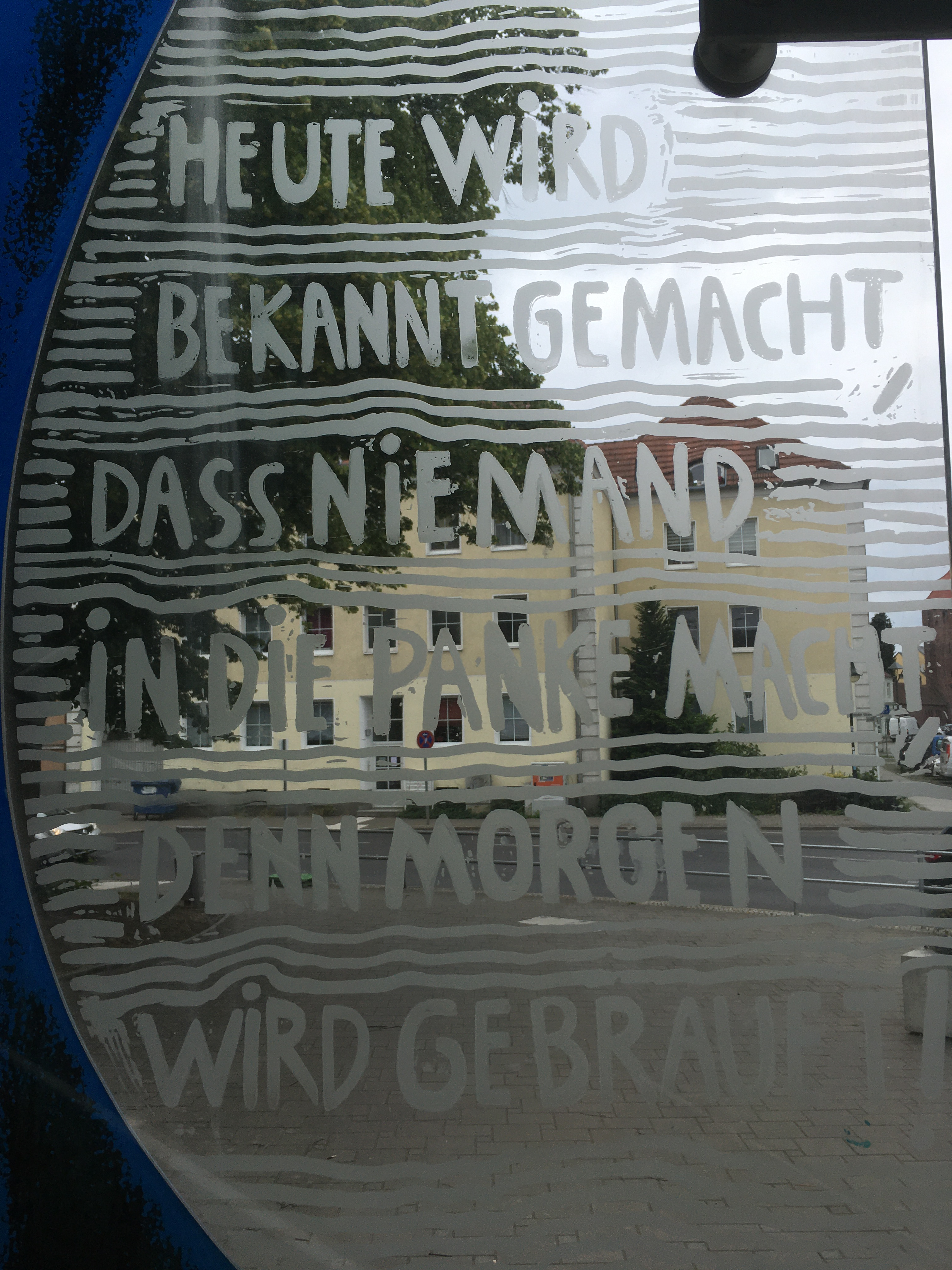
Spruch am Treppenturm des Bernauer Parkhauses an der Waschspüle

Im Jahr 1570 wurden 164 bürgerliche Brauhäuser in der Stadt gezählt, davon 17 allein in der Brauerstraße (→ Königsstraße). Malz wurde in Wassermühlen vermahlen. 1610 bestand drei Achtel Meilen südwestlich von Bernau eine Schrotmühle zur Schrotung von Malz. 1564 wurden 24.400 Tonnen und 1613 30.740 Tonnen Bier gebraut. Vor einem Brauvorgang wurde öffentlich dazu aufgerufen, das Urinieren in die Panke am entsprechenden Tag zu unterlassen. Dazu ist ein Spruch überliefert, der im Inneren der von Annelie Grund gestalteten Glasfassade des Bernauer Parkhauses an der Waschspüle abgebildet ist: „Heute wird bekanntgemacht, dass niemand in die Panke macht, denn morgen wird gebrauet!“.
Aus der Exportroute über Hamburg bis nach Dänemark und Norwegen lässt sich eine mangelhafte Bierqualität ableiten. In Berlin selbst gab es 47 Kneipen mit Bernauer Bier. 1909 wurde das Brauen eingestellt, nachdem sich die bayrische Brauart in Preußen durchgesetzt hatte. Das Wasser aus der Panke mag aber schon vorher ungeeignet geworden sein.

#### Rieselfelder
Aus der Notwendigkeit, die Abwässer der Großstadt Berlins abzuführen, entstand der Hobrecht-Plan. Der erste Spatenstich dazu erfolgte am 14. August 1873. 1878 gingen die fertiggestellten Rieselfelder in Betrieb. 40.000 Hektar Rieselfeld gehörten zum Einzugsgebiet der Panke und nutzten sie als Vorfluter, es gehörten die Rieselfelder in Buch, Hobrechtsfelde, Blankenfelde und Blankenburg dazu. Der Fluss wurde dazu weiter kanalisiert und das Flussbett wurde um reichlich einen Meter vertieft, um den Ablauf zu erreichen.
Die Rieselfeldwirtschaft im Nordosten Berlins dauerte bis 1980, obwohl näher an der Stadt liegende Felder vorher eingestellt wurden. Die Panke erhielt aus den Rieselfeldern starken Wasserzulauf und eine neue Bedeutung, die dem Gewässer allerdings nicht förderlich waren. Die zunehmende Gewerbetätigkeit der Stadt brachte mit den Abwässern steigende Belastungen durch Schwermetalle auf die Rieselfelder. Der Gehalt von Schwermetallen im Boden liegt über den Normalwerten. Das belastete Gebiet der Rieselfelder erholt sich seit der Renaturierung nur langsam von der immobilisierten Abwasserlast.

#### „Stinke“-Panke
Die Panke, wie andere Flussläufe in Ballungsgebieten, wurde seit Beginn des 19. Jahrhunderts zur Kloake der Siedlungen, zur „Stinkepanke“. „Wo die Panke mit Gestanke durch den Wedding rinnt …“ (Volksmund). In einem Gutachten von 1885 heißt es: „Das Wasser macht den Eindruck einer in höchster Fäulnis befindlichen Jauche. Die Massen, welche durch Gährung und Fäulnisgase in die Höhe getrieben werden, … auf dem kürzesten Wege in die Panke. Die dichten verfilzten Schlammassen vor der Guhrauer‘schen Mühle sind zum größten Theile animalischen Ursprungs.“ (Gutachten von Dr. Bischoff, gerichtlicher Chemiker in Berlin) Die Ansiedlung von Gerbereien führte zum Rückgang der Mühlen. Die zunehmende Nutzung von Dampfmaschinen machte den Wasserlauf von Mühlen frei, aber die gewerbliche Nutzung verblieb. Die Arnheimsche Tresorfabrik gegenüber dem Luisenbad ist noch nach 120 Jahren erhalten und dient als Kulturzentrum.

#### Panke als Badegewässer

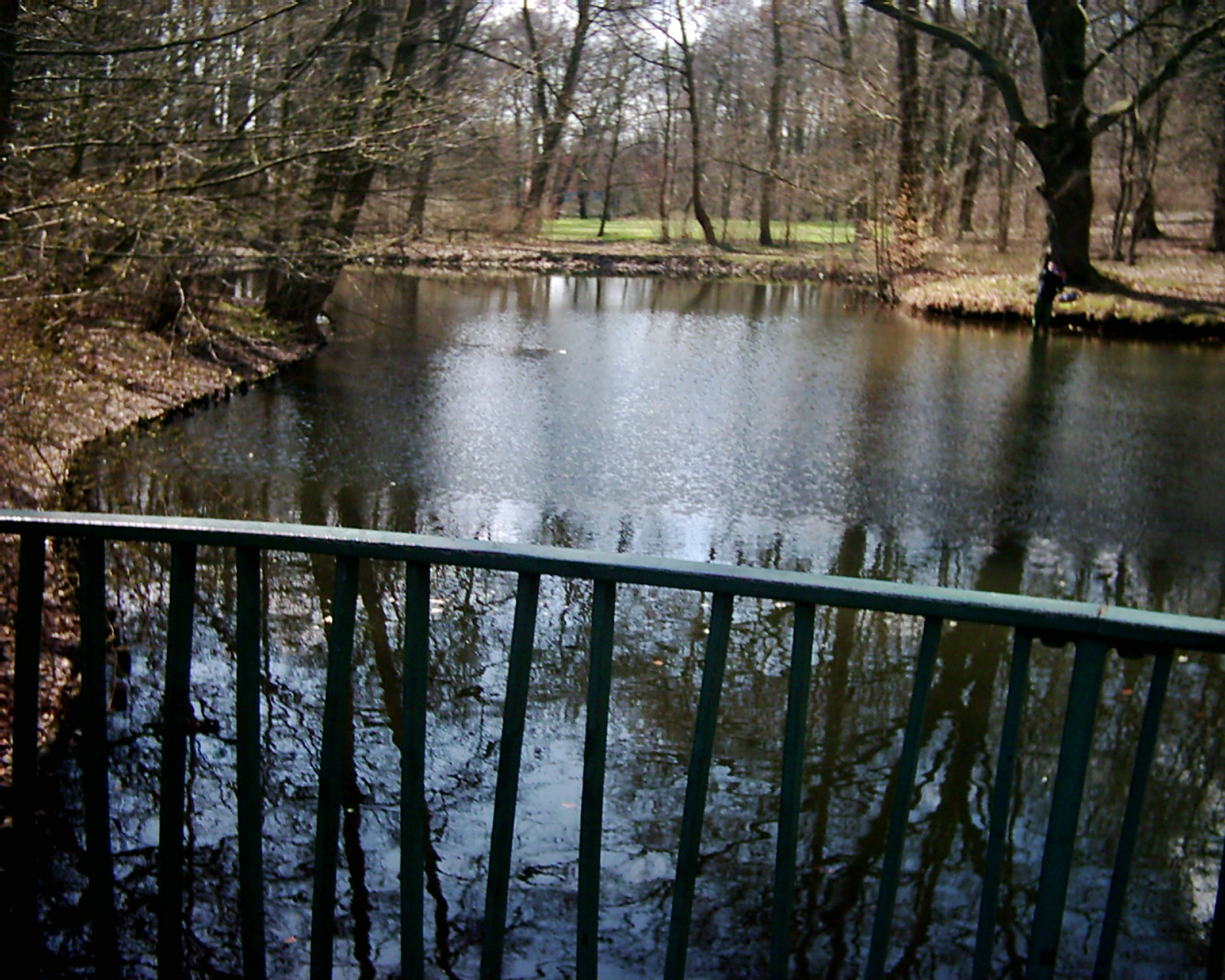
Parkteiche im Schlosspark Buch

Am 1. Juni 1802 wurde das Baden in der Panke hinter der Papiermühle zur Verhütung von Unfällen bei Androhung von Strafe verboten. Aber trotz diversen Verboten nutzten die Bernauer und die Zepernicker die Staubecken und den Flusslauf zum Baden, in Blankenburg wurde in der Panke gebadet. Auch im Wedding wurde das Pankegewässer von Badenden genutzt. Der Berliner Mediziner Ernst Ludwig Heim pflegte sich „in unregelmäßigen Abständen an einer verschwiegenen Stelle im Flüßchen Panke zu baden“. Dabei nahm er die Gesellschaft von Scharfrichterknechten in Kauf. „Gesittete Bürger“ hatten ihr Hausbad und mussten das Flussbad nicht zusammen mit Unterschichten nutzen.
Nach Erzählungen der Älteren war das Baden in der Panke und auch im Nordgraben, dem Rieselfeldableiter, bis in die 1940er Jahre, die Kriegs- und Nachkriegszeiten, durchaus üblich. Das waren jene ärmeren Schichten, die in den Lauben der Gartenkolonien ihr dauerhaftes Zuhause hatten. Zu den Restaurationen am Schlosspark Pankow gehörte das Wirtshaus Zum Pankgrafen in der Schloßstraße (→ Ossietzkystraße), das die Badeanstalt Pankow unterhielt und bis 1900 mit dem „Freibad in der Panke“ warb. Die Berliner änderten den Spruch von „Pankow kille kille“ ab: „[…] da kannste baden jehn, und ick dir nackend sehn […]“. Eine Panke-Badeanstalt nahe Bernau befand sich am Teich neben der Panke vor der Autobahnunterquerung der A 11, es wurde ein Angelgewässer. Durch die Bebauung und hygienische Belastung wurde das Baden entlang des Pankeufers zunehmend unmöglich, das Planschbad im Bürgerpark Pankow wurde 1926 „wegen Verunreinigung des Panke-Wassers geschlossen“. 2008 ist das Pankewasser zwar sauberer, aber nicht rein genug, so ist das Baden im Bürgerpark oder im Schlosspark wohl nur für Hunde attraktiv. Mit der EU-Richtlinie wird sauberes Wasser in den Flussläufen Europas bis 2015 gefordert, so wird vermutlich das Baden in der Panke in einigen Jahren möglich werden.

### Der Naturnähe-Gedanke

#### 1920er Jahre

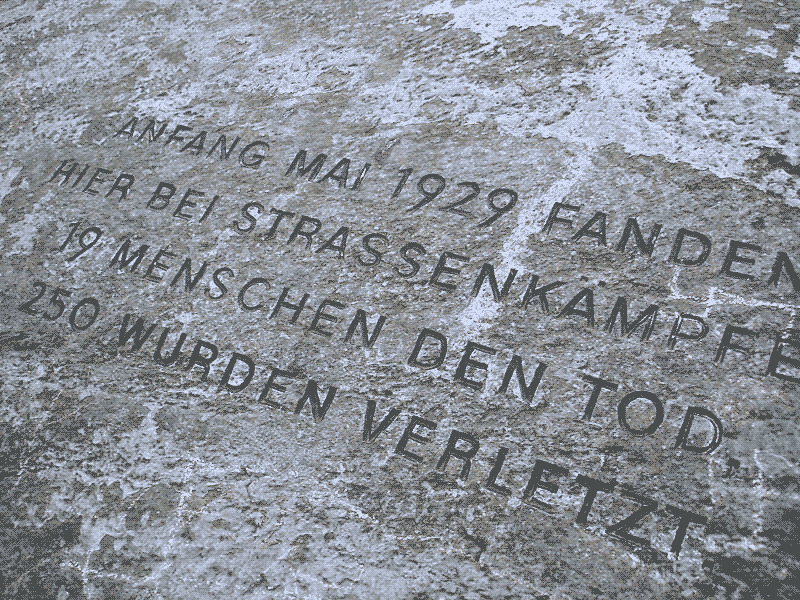
Gedenkstein zum Blutmai von 1929 (Ursprünglicher Standort war die Kössliner Straße)

Auf Druck der Anwohner in den Mietskasernen entstand die Forderung den Unterprivilegierten Zugang zur Natur zu schaffen. Schon 1909 und wieder 1926, nach der Inflation, gab es Bestrebungen zur Verbesserung der Umwelt: „die innerstädtischen Ufer wieder zum Flusslauf zu gestalten und die ungeklärte, unkontrollierte Abwassereinleitung der Gewerbebetriebe zu begrenzen“. Hier standen die „finstersten Mietskasernen Berlins“, und die Kösliner Straße war die „roteste Straße von Berlin“. Diese Forderungen wurden mit der Forderung nach sozialen Veränderungen verknüpft. Auf der Walter-Röber-Brücke, wo die Wiesenstraße die Panke überquert, findet sich ein Gedenkstein. Dieser erinnert an die politischen Kämpfe im „Roten Wedding“ vom Ende der 1920er Jahre. Am 1. Mai 1929 standen „Barrikaden am Wedding“ beim Bürgerkrieg zwischen KPD-Anhängern und Polizeibeamten. Die Auseinandersetzung um eine „neue Welt“ forderte am Ende der „Goldenen Zwanzigern“ mehr als 29 Menschenleben. Die Renaturierung der Panke war eine der Forderungen.
Nach der Weltwirtschaftskrise wurden wegen der aufkommenden Rüstung für den Zweiten Weltkrieg die Renaturierungspläne vorerst wieder zur Seite gelegt. In den 1960er Jahren entstand eine Wohnanlage mit offenen Blöcken und Rasenflächen reichen bis an die Panke.

#### Pankegrünzug
Die Panke wurde im innerstädtischen Bereich seit dem 19. Jahrhundert der wirtschaftlichen Nutzung untergeordnet. Durch die Schrebergartenbewegung wurden noch verbliebene naturnahe Bereiche entlang der Panke im Rahmen des Jansen-Planes als Kleingartenkolonien genutzt und so vor der Zerstörung bewahrt. Pläne von Martin Wagner und anderen in den 1920er Jahren sahen vor, die Uferbereiche entlang der Panke zurückzugewinnen.
Durch zwei Weltkriege, Inflation und Weltwirtschaftskrise kam es aber nicht zur Ausführung. Die Pankeufer, insbesondere die am Ufer stehenden Gebäude, hatten unter Kriegsschäden gelitten. Eine Sanierung der Uferbereiche war nach der Stabilisierung in den 1940er Nachkriegsjahren dringend notwendig und gewollte Änderungen somit möglich. Ab 1951 wurde der „Panke-Grünzug“ durch Gesundbrunnen (damals: Bezirk Wedding) in der Aufbauphase der Stadt Berlin in ersten Abschnitten realisiert. Finanzielle Mittel des Marshallplanes bildeten die Grundlage der Baumaßnahmen.

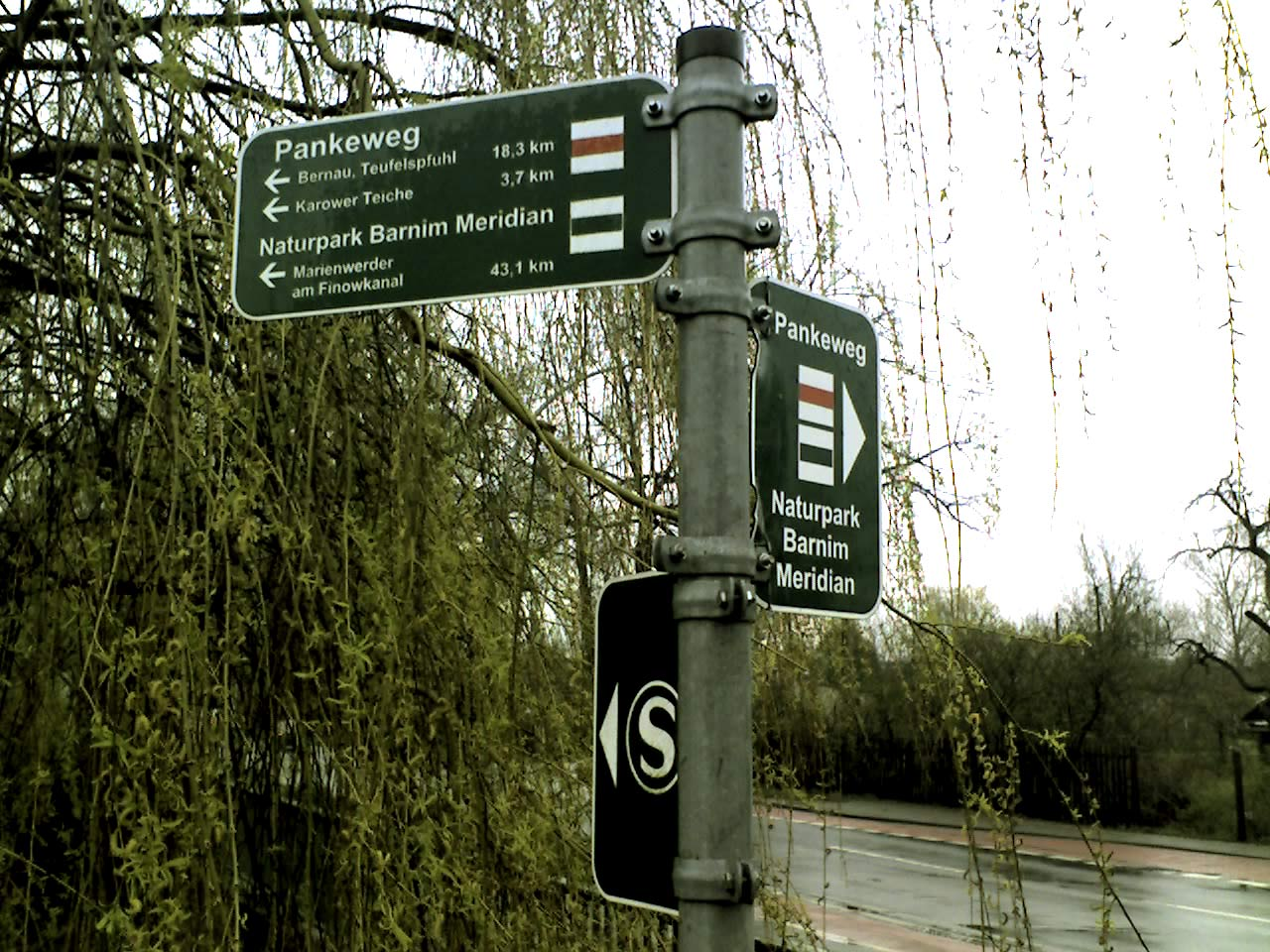
Der Pankewanderweg an der Bahnhofstraße in Blankenburg

Nach Aufgabe der Planungen für eine autogerechte Stadt wurde in den 1980er Jahren der Ausbau weitergeführt und die Promenade im Bezirk Wedding vollendet. Uferbegrenzungen wurden zurückgebaut, ufernahe Häuser wurden entfernt und Straßenflächen umgenutzt. Die Stockholmer Straße verläuft deshalb wechselweise auf beiden Ufern der Panke. Zu Ehren des Initiators Walter Nicklitz wurde der Grünzug im Bezirk Wedding (seit 1990 im Ortsteil Gesundbrunnen) Walter-Nicklitz-Promenade genannt.
Entlang des Radwanderwegs wurden für die Renaturierung der Panke die ersten Voraussetzungen geschaffen. Die renaturierte Panke bringt Beschattung, Falllaub, und für Insekten Schlupfgebiet und Eiablage. Es ist die Grundlage für Natur im urbanen Raum. Das Ziel ist, dass sich die angesiedelten Tier- und Pflanzenpopulationen entlang der gesamten Panke ausdehnen können. 2008 wird untersucht, ob Fische den Düker an der Chausseestraße überwinden könnten. Notwendigerweise werden die zwölf Querbauwerke aus fischökologischen Gründen beseitigt werden. Für den brandenburgischen Abschnitt sind ein sandgeprägter Tieflandbach mit wechselnden Strömungsverhältnissen in Zepernick und eine vermoorte Senke im Quellgebiet bei Bernau angestrebt. Für den Hochwasserschutz werden die Regenwasser-Rückhaltebecken am Oberlauf erweitert. Die Panke wird ein Lebensraum für Pflanzen und Tiere und ein Erlebnisraum für Menschen.

#### Pankewanderweg
Behördenamtlich ist der Pankewanderweg der „ökologische Korridor aus Berlins Mitte nach Brandenburg“. Für innerstädtische Neubauten in Mitte besteht die Gelegenheit, im Rahmen des Pankegrünzuges planungsrechtliche Ausgleichsmaßnahmen für betonierte Flächen zu leisten.
Der Pankewanderweg wurde seit den 1960er Jahren im Norden der ummauerten Großstadt West-Berlin angelegt, um deren Bewohnern einen Grünzug und parkartige Ufer entlang dem Gewässer zu bieten. Der Park- und Wanderweg wurde zu Ehren des Berliner Gartenbaudirektors, dem Initiator des Grünzugs im Bezirk Wedding Walter-Nicklitz-Promenade genannt. Nach der politischen Wende wurde in den 1990er Jahren der Rad- und Wanderweg als Teil des Radfernweges Berlin–Usedom in den Bezirk Pankow verlängert. Die Parks in Pankow wurden eingebunden und der Pankewanderweg nach Norden bis Bernau im Verlauf festgelegt. Im Weiteren wurden die Wege mit einer Asphaltdecke für Rad- und Skateboardfahrer und geeigneter, teilweise neuer Wegeführung entlang dem Fließ angelegt. Der innerstädtische Teil im Bezirk Mitte ist seit 2007 fertiggestellt. Das letzte Teilstück in Pankow wurde am 21. Juli 2010 eingeweiht. Somit ist der Pankewanderweg durchgehend von Berlin-Mitte bis Bernau als asphaltierter und in genügender Breite begeh- und befahrbar.

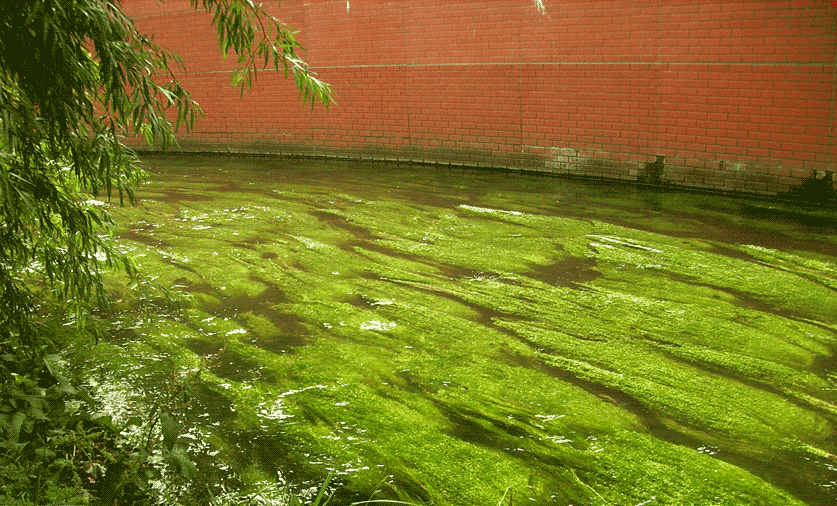
Grün in der kanalisierten Panke – Nährstoffüberangebot aus Zeiten der Rieselfelder und der Gewerbekontamination

Von der Spree, nahe dem Berliner Hauptbahnhof entlang der Promenade im Mauerstreifen vorbei am Nordhafen, kann man der Panke 34 Kilometer bis zur Bernauer Quelle mit dem Fahrrad oder zu Fuß folgen. Der Pankeradweg ist bis Bernau mit dem Radfernweg Berlin–Usedom identisch. Dieser beginnt offiziell am Schloßplatz in Berlin-Mitte, das Ziel des Radweges ist Wollin. Der Radweg ist darüber hinaus Teil des Meridianweges entlang des Längengrades (13° östliche Länge). In europäischer Dimension ist er Teil eines internationalen Wanderweges zwischen Budapest und Kopenhagen. Insgesamt führt der Radfernweg Berlin–Usedom auf einer Länge von 337 Kilometer von Berlin-Mitte über den Barnim, durch die Uckermark und Vorpommern nach Peenemünde zur Insel Usedom. Mit der Einrichtung wurde im Jahr 2002 begonnen, die offizielle Eröffnung erfolgte im Jahr 2006.

#### Rückkehr der „Stadtpanke“
Der eigentliche Altlauf der Panke heißt mit den Planungen nach 1990 Südpanke. Der Weg entlang der historischen Südpanke, also von der Chausseestraße zum Schiffbauerdamm, ehemals durch die „Mauer“ getrennt, ist noch in der Planungsphase. Der letzte halbe Kilometer zur Spree ab dem HUB-Gelände wird nicht renaturiert. Bereits in den 1890er Jahren wurde die Panke hier in den Untergrund gelegt.
Entlang der Südpanke in Mitte wurde im Jahre 1997 mit der Beräumung des Geländes zwischen Charité und der 1791 gegründeten Veterinärfakultät begonnen. Von der Hessischen Straße bis zur Verrohrung an der Kunstakademie hinter der ukrainischen Botschaft ist der Pankelauf eingerichtet. Im Dezember 1999 fand ein Probelauf mit Wasser von der Schulzendorfer Straße her statt. Allerdings kam es durch Neubauten und Zeitverlust bei den Planungen zu Verzögerungen. Mit Stand 2008 sind die Wasser- und Bauanlagen abwärts der Habersaathstraße fertig.
Der Ausbau des Pankelaufes im Karree Chaussee-, Habersaath-, Scharnhorst- und Boyenstraße wurde mit einem städteplanerischen Wettbewerb zur Gestaltung beschlossen. 2012 ist das Planziel für den Stadtpark in Höhe des Invalidenfriedhofs nördlich der Wohnbebauung. Hier findet die Panke in einem bis zu 3,5 Meter tiefen Graben ihren Lauf mit einem geplanten Wasserfluss von 700 m³/h. Der Querschnitt der Südpanke könnte den Stadtbewohner mit bis 4000 m³ je Stunde aus der Innenstadt heraus und bis zur Quelle der Panke begleiten.
Mit der Fertigstellung der BND-Zentrale auf dem Gelände des ehemaligen Stadions der Weltjugend soll der Pankelauf freigelegt werden und die Südpanke wird wieder Pankewasser führen, geplant sind 200 Liter pro Sekunde als dauernder Abfluss. Eine Menge die die „Hauptpanke“ im Sommer mitunter nicht erreicht. Die Renaturierung der Panke wird mit einem Niedrigwassermanagement einschließlich eines künstlichen Wasseraustauschs erreicht. Die Mündung in die Spree kann nicht freigelegt werden, weil ab dem Charitégelände unter der Erde zu viele Leitungen verlaufen. Der Pankelauf soll durch einen oberirdischen Weg kenntlich gemacht werden.

#### Renaturierung und Revitalisierung

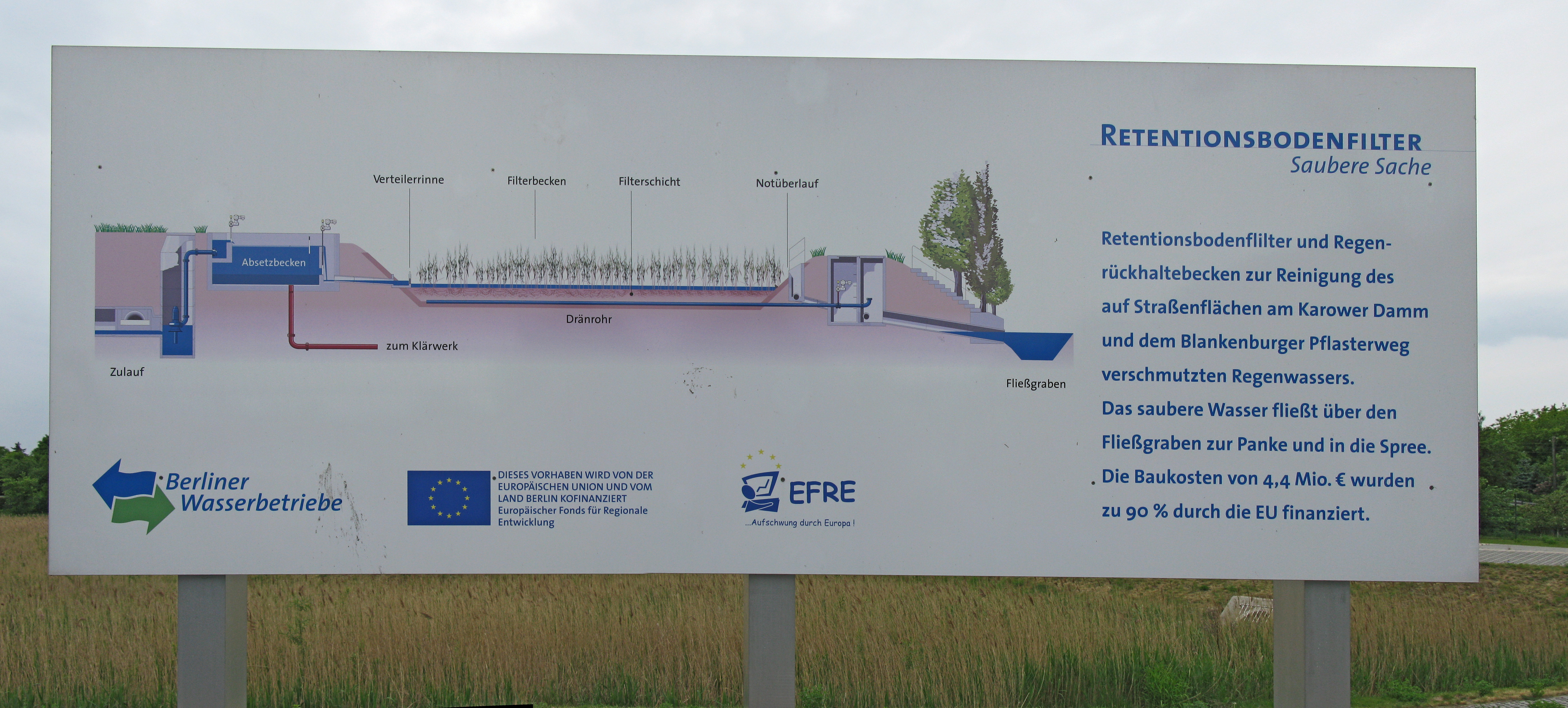
Infotafel Retentionsbodenfilter zur Reinigung des Wassers im Fließgraben vor der Mündung in die Panke

Beim „Tag der Panke“ diskutieren seit 2006 Vertreter der Umweltämter Berlins und Brandenburgs, Verbände und Vereine, Ingenieurbüros und interessierte Bürger über die Gestaltung und Zukunft des Flusses. Die Forderungen der EU-Wasserrichtlinie geben den Gestaltungsrahmen auch für die Panke. Die Richtlinie fordert bis 2015 ökologisch saubere Flüsse, im „Projekt Panke 2015“ werden die Bürger der Berliner Bezirke und Brandenburgs einbezogen, um eine ausreichende Akzeptanz der Vorhaben zu erreichen. Berlin liegt im Einzugsgebiet der Elbe und ist daher wie neun weitere Bundesländer Mitglied der FGG (Flussgebietsgemeinschaft) Elbe. Die Panke ist in den Bewirtschaftungsplan und das dazugehörige Maßnahmenprogramm nebst Umweltbericht der Elbe einbezogen. Planungen für die Panke gibt es, ob allerdings die finanziellen Mittel bei angespannter Haushaltslage vorhanden sind und ob die Freiräume zur Bauzeit noch existieren bleibt offen.

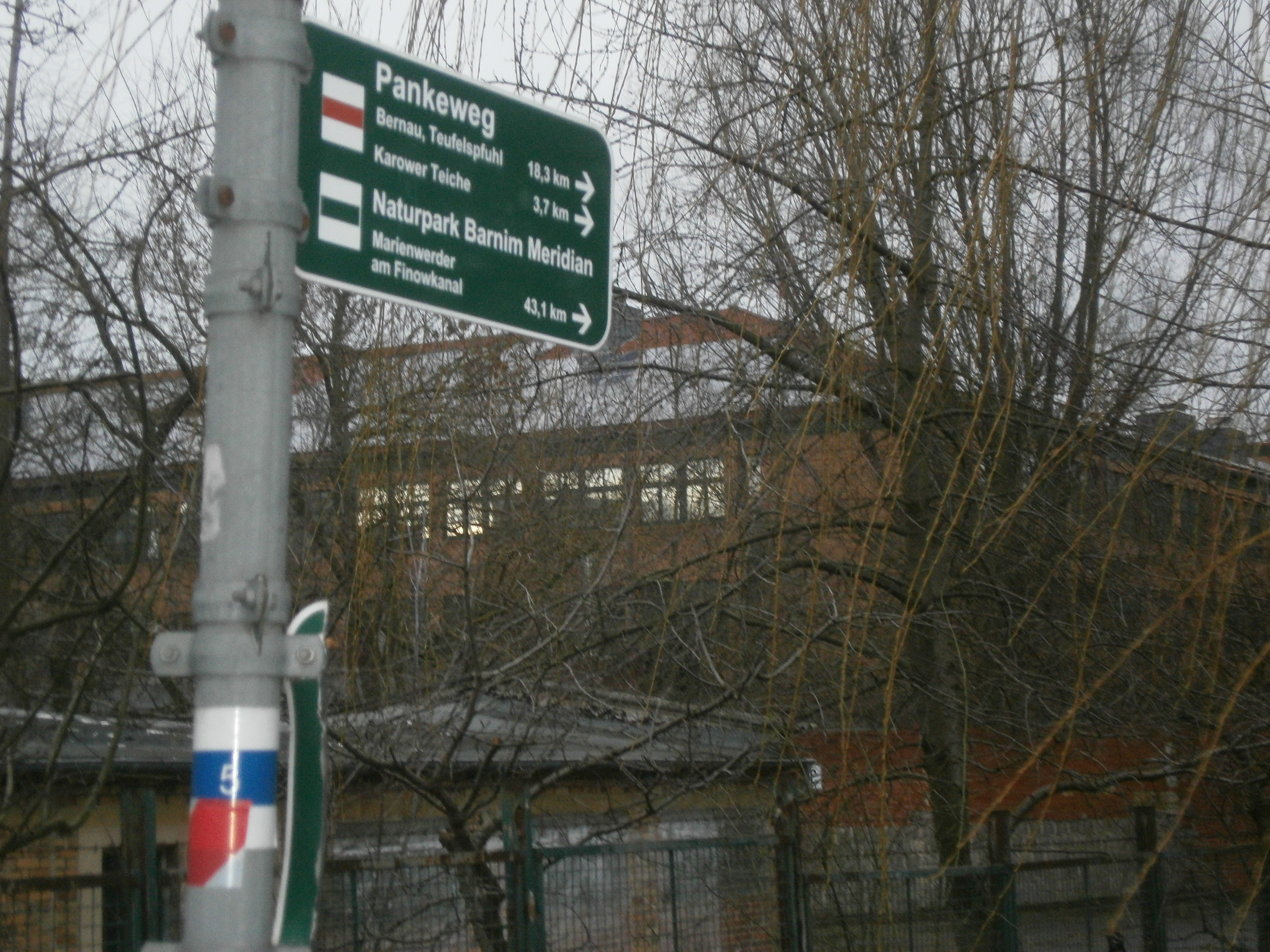
Pankewanderweg ist innerstädtisch ein Abschnitt des Nord-Süd-Wegs

Außer der Wiedererschaffung des Altlaufs der Panke in Mitte ist die Revitalisierung der Panke im Sinne der Berliner Bürger vorgesehen. In Pankow wird ab 2013 im Bürgerpark und Schlosspark die Sohle verbreitert, damit eine Remäandrierung stattfinden kann. In der Parkstraße zwischen Schloss- und Bürgerpark werden die Betonstützwände erneuert und Maßnahmen getroffen, um den Artenreichtum am Flusslauf zu erhöhen: Lebensraum für Muscheln, Fisch und Insekten. Die Beseitigung der trapez- und rechteckförmigen Ufereinfassung an geeigneten Stellen ist vorgesehen. Wasserwirtschaftliche Maßnahmen in Brandenburg zur Revitalisierung der Panke, insbesondere in Panketal, ergänzen die Planung. Der Pankewanderweg wurde 2010 als vollendet gemeldet, die „schöne Natur“ entlang ist in Planung. Ab Schlosspark Niederschönhausen kommt der Radfernweg Berlin–Usedom auf die Trasse des Pankewanderwegs. Weiterhin ist er pankeabwärts von der Stadtgrenze im Norden (Buch und Panketal) und dem Abfluss der Panke in den Nordhafen, am Schifffahrtskanal der nördliche Abschnitt des Nord-Süd-Wegs, einem der 20 grünen Hauptwege, seither trägt der Pankewanderweg die Markierung einer weißen „05“ auf blauem Band.

## Das Berliner Symbol
Die Flussnamen Panke und Spree stehen als Symbol für das preußische Berlin und die Metropole des Deutschen Reiches von 1871. Vor der Reform von 1920 waren die Stadtgrenzen enger und Spree und Panke waren die Flüsse im Stadtgebiet. Es waren die beiden großen Flüsse in Berlin, die Havel gehörte damals zur eigenständigen Stadt Spandau und Dahme und Wuhle gehörten zu Köpenick im Landkreis Teltow. 1830 schreibt Helling in seinem Taschenbuch auf Seite 100: „Flüsse, welche durch Berlin fließen, sind die Spree mit vielen Verzweigungen und auf eine kurze Strecke die Panke.“

### Die Pankgrafschaft

Die Farbe des Pankewassers von 1880 war Vorlage der Vereinsfarben

Am Gierkeplatz liegt der Gebäudekomplex mit dem Vereinslokal der „Alten Pankgrafschaft“. Am 17. Juni 1881 fanden sich heimatliebende Weddinger zusammen, um den Kannegießereien ihrer Zeit die Stirn zu bieten. Sie schufen sich selbst eine Legende vorgeblich aus dem Jahre 1381. Nach dieser Sage stürzte sich der Ritter Udo mit der gespaltenen Klaue mit voller Rüstung in die Panke,

„[…] aus Gram darüber, daß man das Flüßchen Panke, diesen herrlichen märkischen Strom mit seinem schwarz-grün-grau-blauen Wellengang, zuschmeißen wollte“

So entstand die „Alte Pankgrafen-Vereinigung von 1381 zu Berlin bey Wedding an der Panke (A.P.V.)“. Das Kürzel APV steht sowohl für antipolitische Vereinigung als auch für Alte Pankgrafenvereinigung. Der Vaterlands- und Freundschaftsgedanke, und gewiss der Spaßfaktor des Vereins verhalfen ihm zu weiteren Ablegern im übrigen Deutschland. Aus dem trüben Wasser der (Stinke-)Panke leiten sich die Vereinsfarben ab. In der Quelle der »geheiligten Panke« wurde die Pankgrafenfahne geweiht. Jährlich finden Fehdezüge statt, die immer mit Verbrüderungen enden, mit dem Bundesgruß: „Mgrhuh!“.

### Panke und Kultur
Die Panke ist mit ihrem regionalen Bezug in Kunst und Kultur zu finden. Heinrich Zille wurde für seine „fotogenauen“ Zeichnungen als „Daumier von der Panke“ umschrieben. Eine Biographie über ihn hat den Buchtitel: Heinrich Zille – Zwischen Spree und Panke. 1929 entstand der Film: Großstadtkinder – Zwischen Spree und Panke (Carl Auen, Grete Reinwald).
Claire Waldoff sang das Lied Auf der Banke, an der Panke aus der Operette Immer feste druff von Walter Kollo. Ihr Couplet über die Panke und die Spree nutzte den Fluss, der im Berliner Zentrum mündet.
Panke in Wort und Lied
Die Bedeutung der Panke für die Hauptstadt und die Berliner zeigt sich in Liedtexten. Endete die Panke am Schiffbauerdamm in der Mitte der Stadt, so war sie doch Zeugnis der Umgebung: „Janz draußen an der Panke“ heißt es in einem Text beim Leierkastenmann. Mascha Kaléko setzte Flüsse als Synonyme: die Donau für Wien und die Panke für Berlin. „Wenn Fische reden könnten! Na, ich danke: / Man hörte von der Donau bis zur Panke / Statt Meeresstille und statt Wellenrauschen / Nur Muscheln tuscheln und Karauschen plauschen.“ (Theodor Fontane) Die Themen sind sozialkritisch oder romantisch und naturbegeistert. Die Veränderungen am Flusslauf werden vermerkt und künstlerisch interpretiert. 1890 kommt bei August Trinius das Flüsschen noch „wie ein heiteres, ausgelassenes Kind mit hellen Augen über Steingeröll und Wurzelgeflecht angesprungen.“ Dagegen lautet der Spruch im Volksmund seit Entstehung der Rieselfelder: „Wo die Panke durch den Wedding rinnt, hält sich die Nase Mann, Frau und Kind.“ (Berliner Spruch). Schlicht und einfach dagegen lautet ein Schulspruch: „Am Schiffbauerdamm Nummer zwee, fließt die Panke in die Spree.“
Im Schlosspark Buch steht ein Grabstein mit dem Relief eines Todesengels. Gewidmet der Gräfin von Voß, die als Hofdame der Königin Elisabeth Christine eine Liebesaffäre zum Prinzen von Preußen hatte. Diesem Stein an der Panke widmet sich ein Gedicht über die Panke.
Unter Birk und Erlengrün,

schlängeln sacht sich ihre Wasser,

hin zum schönen Bucher Schloss,

und wohl denken wir der Stunden,

Wie verlebt hier Gräfin Voß.

Und vor uns’rer Seele steigen,

auf der Bilder großer Zahl,

Julia Voß’s, der zweiten Gattin,

eines Königs Freund und Qual.

Sinnend schaut aus finst’rer Tannen,

ein Gedenkstein, ihr geweiht,

als ein Zeichen, wie sich paaret,

Liebesglück und Liebesleid.
Theodor Fontane formulierte im Gedicht Afrikareisender der Sammlung Lieder und Sprüche:
Meine Herren, was soll dieser ganze Zwist,

Ob der Kongo gesund oder ungesund ist?

Ich habe drei Jahre, von Krankheit verschont,

Am grünen und schwarzen Graben gewohnt,

Ich habe das Prachtstück unsrer Gossen,

Die Panke, dicht an der Mündung genossen

Und wohne nun schon im fünften Quartal

Noch immer lebendig am Kanal.

Hier oder da, nah oder fern

Macht keinen Unterschied, meine Herrn,

Und ob Sie’s lassen oder tun,

Ich gehe morgen nach Kamerun.
Sei für Rothschild statt für Ranke,

Nimm den Main und laß die Panke,

Nimm den Butt und laß die Flunder,

Geld ist Glück, und Kunst ist Plunder
Eine Berliner Volksdichtung, dem Buch Berliner Humor des Berliner Geschichtsforschers Franz Lederer entnommen, bringt deutlich und drastisch eine Schattenseite Pankows in Erinnerung. „Osdorf war ein zwar obstreiches, aber doch in ‚üblem Geruch‘ stehendes Dorf im Mittelpunkt der südlich Berlins gelegenen Rieselfelder.“ Es heißt darin:
Sehnsuchtsvoll schweift mein Jedanke

An die Ufer von de Panke.

Die von groß und klein bemängelt

Durch den Norden hin sich schlängelt,

wo stehts Osdorf’s Düfte wehn’n.

Ach die Heimat ist doch scheen.
Robert Gilbert dichtete für das 1929 vertonte Berliner Couplet Stempellied 
Ohne Arbeit, ohne Bleibe

biste null und nischt.

Wie ’ne Fliege von der Scheibe

wirste wegjewischt.

Ohne Pinke an der Panke

stehste machtlos da,

und der Burschoa sagt: Danke!

rückste ihm zu nah.
Fredy Sieg sang in dem Lied Ganz draußen an der Panke:
Janz draußen an der Panke

Hab ich mein kleenes Haus

Davor steht eene Banke

Da ruh ich abends aus.

Da kommt mir manch Jedanke,

Seh ich det Flüsscken ziehn.

Janz leise gluckst die Panke,

Die heimatliche Panke …
Claire Waldoff wahrte die Rolle der Panke mit An de Panke – an de Wuhle – an de Spree. Als Sängerin von Couplets brachte sie die Stinke-Panke ins Berliner Liedgut ein:
Und steh' am Ufer ich der Panke,

Möcht jleich ich wieder Leine ziehn:

Bei dem Jestanke. Na ick danke.

Ne dufte Stadt ist mein Berlin …
Kurt Tucholsky verwendete in seinen Gedichten die Panke meist als Synonym für Berlin, beispielsweise in dem folgenden Gedicht aus Immer um die Litfaßsäule rum
Muß am Vormittag mein dicker, kurzer Mann

An der Börse spekulier’n.

Schau ich mir die Hauptstadt an der Panke an,

Dann gehe ich spazier'n …
Tucholsky dichtet 1919 in seinen Berliner Gesängen
Revolution? Aber kein Gedanke!

Es brodelt im Hexenkessel der Panke,

es hupen die Autos, es knattern die Flinten,

Demonstrationen vorne und hinten …

Tun sie auch so wie die Menschenfresser:

die Panke war stets ein stilles Gewässer.
Tucholsky: Berliner Kämpfe
Man kann sich über das Tempo zanken,

Nicht so bei uns an der blauen Panken.

…
Tucholsky: Home, sweet home
Da liegt die Stadt – nur schön bei Regenstürmen

teils an der Panke und teils an der Spree,

mit Synagogenkuppeln, Kirchentürmen

und einem Tanzpaleeh.

…
Tucholsky: Frohe Erwartung
Nimmer will mich dieses Wort verlassen,

Heut noch lebt die alte Reaktion.

Heute noch ist sie so schwer zu fassen –

Brennglas, der versuchte es ja schon.

So viel Jahre steck ich schon im Kriege,

denke an die Panke meiner Wiege,

an mein Preußen, an Berlin

und die Junker von Malchin.

…
Wolf Biermann stellte in seinem Album Paradies auf Erden das Lied In Pankow anner Panke ein.
Selbst schlichte Lokalpatrioten begeisterten sich für die Panke, wie der Friedrichshagener Zigarettenfabrikant und Hobbyautor der Mark Brandenburg Fritz Eichberg:
Und lerntest das Flüßchen du also kennen,

wirst du statt zu schmähen es lobend nennen,

denn ist es auch klein nur und kurz sein Lauf,

des Denkenswerten weist es viel auf,

hat manches Ernste und Frohe erlebt,

was die Seele uns rührt und das Herz erhebt.
Paule Panke
Vom Fluss leitet sich der Kunstname „Paule Panke“ ab, der schon um die 1900er Jahrhundertwende geläufig war. Der Schriftsteller Siegfried Schuster nutzte diesen später als Pseudonym. In der Berliner Zeitung gab es in den 1960er und 1970er Jahren eine Bilderserie Mit Herz und Schnauze von Gerhard Vontra, der anfangs mit dem Pseudonym „Paule Panke“ unterzeichnete.
Die Berliner Rockband Pankow machte Anfang der 1980er Jahre die Gestalt vom Lehrling Paule Panke in einem Lied bekannt, dem dann ihre Rockoper Ein Tag des Lehrlings Paule Panke folgte. Die Umsetzung als DEFA-Spielfilm, von Heiner Carow begonnen, wurde vor der Inszenierung aus politischen Erwägungen – „Solche Lehrlinge gibt es hier und heute nicht.“ – abgesetzt. Es verblieb das Buch von Herzberg.
Eine feministisch orientierte Gruppe in Pankow firmiert unter dem abgeleiteten weiblichen Namen „Paula Panke“.
Das Fest an der Panke
In Pankow wird jährlich am zweiten Wochenende im September das Fest an der Panke veranstaltet. Es ist ein Künstlerfestival mit sozialem Anspruch. Initiiert wurde das Fest unter anderen vom Bildhauer Heinz Worner und den Malern Harry Lüttger, Georg Sailer und Paul Schultz-Liebisch. Aus den Wurzeln von 1963 entstand der Pankower Künstlerboulevard auf dem Anger und wurde 1970 in der DDR von der Künstler-Initiative zum „sozialistischen Volksfest“ entwickelt. Mit jährlich etwa 200.000 Besuchern in den 2000er Jahren hat es die Wende überstanden und wurde zum geförderten Ortsteilfest im Großbezirk Pankow.

### Pankeals Namensgeber

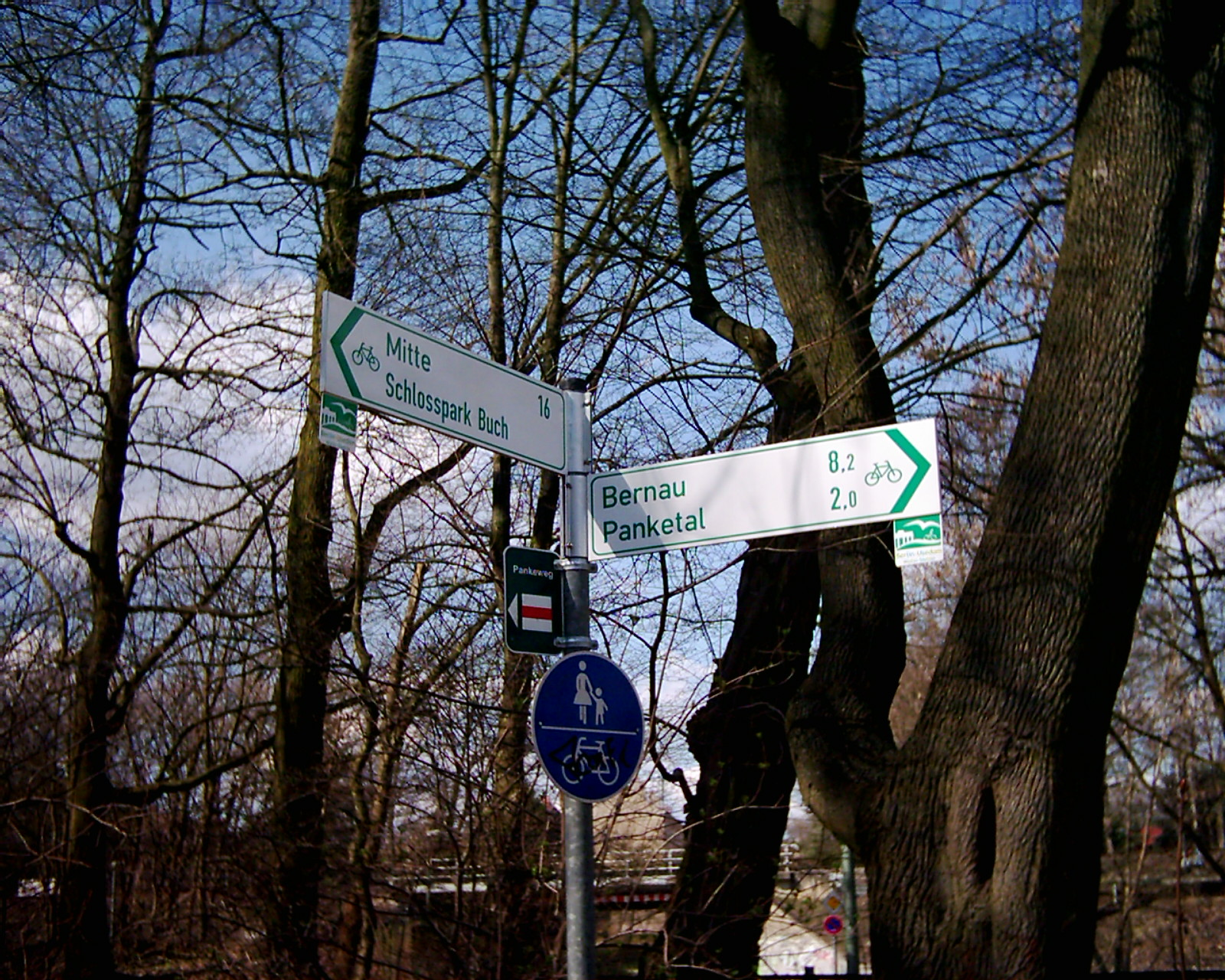
Pankewanderweg am Schlosspark Buch

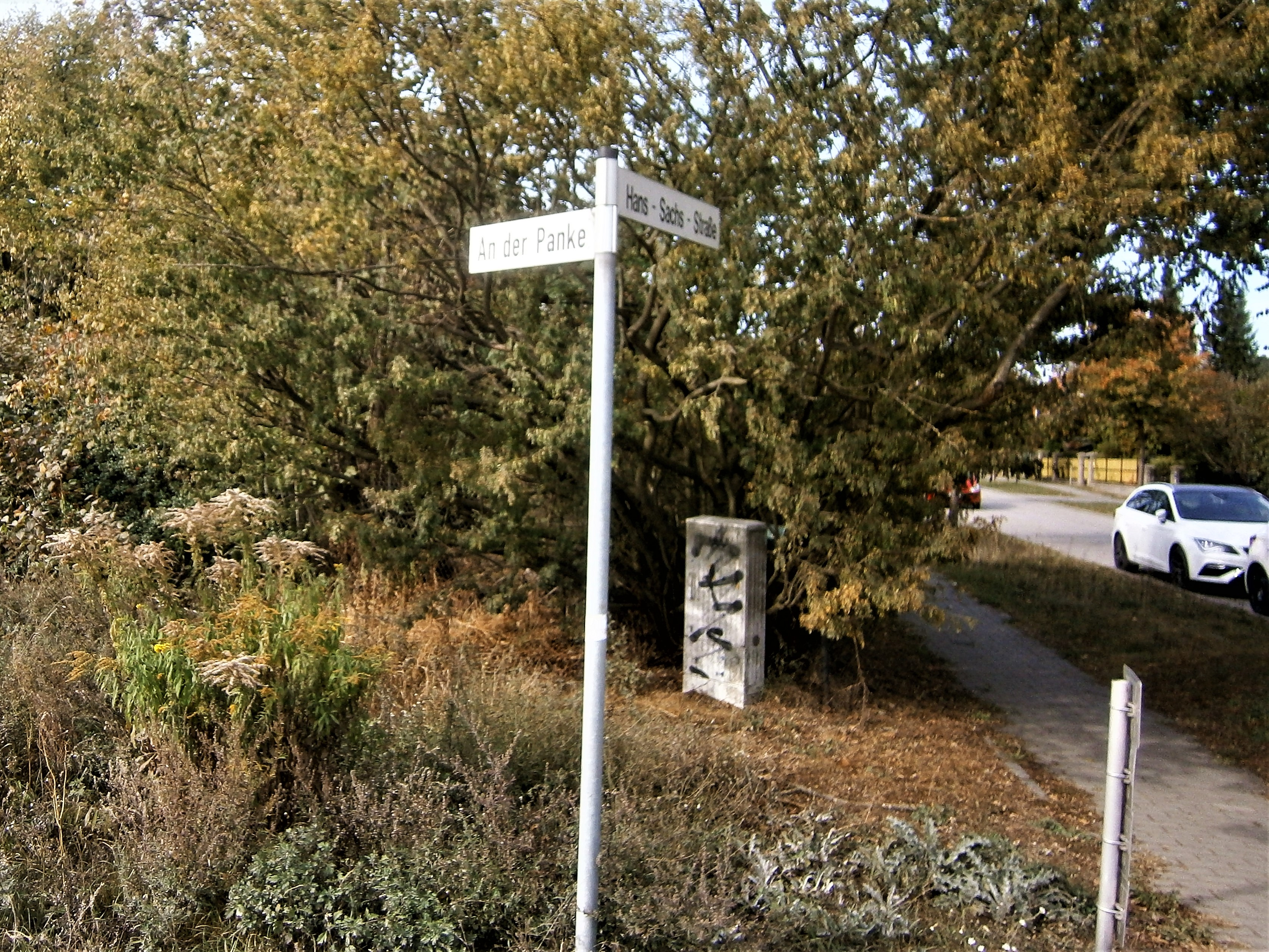
An der Panke in Schönow

Gebiets- und Ortsnamen
Der Berliner Stadtbezirk Pankow, der Bernauer Stadtteil Pankeborn und die Gemeinde Panketal leiten ihren Namen von der Panke ab. Mehrere Straßen- und Flurnamen haben den Ursprung durch die Nähe zur Panke: die Straßennamen Am Pankeborn, Pankstraße und An der Panke in Bernau, die Pankgrafenstraße und An der Panke in Berlin-Karow, sowie die Pankstraße in Berlin-Gesundbrunnen. Die Kleingartenanlage „Eintracht an der Panke“ die südlich der Soldiner Straße am westlichen Pankeufer liegt. Weitere Kleingartenanlagen sind Pankegrund, Pankeniederung, Pankewiese I und II, Pankeglück und Am Pankepark in Französisch-Buchholz, die Kolonie Pankegrund oder einfach KGA Panke, die zwischen Koloniestraße und gegenüber vom Pankebecken zum Ortsteil Gesundbrunnen gehört.
Pankgraf ist der Titel von Angehörigen des Ritterorden-Vereins. Die Rollheimersiedlung in der Pankaue nahe Karow nennt sich in Anlehnung daran „Pankgräfin“. Hier haben sich seit den 1990er Jahren knapp 100 Personen in mehreren zu Wohnzwecken umfunktionierten Wagen niedergelassen. Eine weitere Namensnutzung erfolgt mit dem zweiten Wagenpark in Karow, den Pankepiraten, in dem etwa 10 Personen leben.
Das neue Wohnquartier an der Scharnhorststraße im ehemaligen Mauerstreifen nutzt den Namen Am Pankepark für eine neue Straße und den hier geplanten Stadtpark: Park an der Südpanke. Die Straße besitzt die Adressen Am Pankepark 2 bis Am Pankepark und liegt im Ortsteil Mitte des gkeuchnanmigen Bezirks.
Institutionen und Gewerbe
- Seit 1991 besteht der Kinderbauernhof „Pinke Panke“[64] im ehemaligen Mauereck an der Nordbahn entlang der Panke.
- Am Pankeufer liegt die „Gartenarbeitsschule Pankow“, die seit Ende der 1950er Jahre existiert und der Panke-Schule für geistig behinderte Kinder benachbart ist.
- Im Panke-Museum befindet sich das Pankower Heimatmuseum.
- Das „Panke-Haus“[65] ist ein Familienförderzentrum im Soldiner Kiez in Berlin-Wedding und das gemeinsame Projekt der Kinder- und Jugendhilfeträger „Zukunft Bauen“.
- Die Pankehallen[66] im Ortsteil Gesundbrunnen (vormals: Bezirk Wedding) werden von Berliner Künstlern als Projektort für Installationen genutzt. Sie befinden sich in den Firmenhallen der ehemaligen Tresorfabrik Hetal. Musiker veranstalteten Sessions in diesen Räumen. Entlang der Pankeufer finden sich einige Skulpturen, die in den Pankehallen ihren Ursprung haben.
- Der Begriff ‚Panke‘ ist über Berlin und Brandenburg hinaus bekannt. So ist es naheliegend, dass technische Produkte aus Berlin nach dem Fluss benannt sind. 1957 erhielt ein Schwarz-Weiß-Projektionsempfänger (Projektions-Bildröhre) des VEB Stern-Radio Berlin den Namen Panke.
- Restaurants und Ausflugslokale wurden schon seit dem 19. Jahrhundert mit der Panke werbungswirksam in Beziehung gesetzt. Noch immer werden Kneipen, Restaurants und Gaststätten lokal benannt, „Zum kleinen Pankgraf“, „Pankestuben“, „Pankeimbiss“ sind vorhanden, dabei kann ein Panke-Restaurant durchaus zwei Kilometer vom Fluss entfernt sein.
- Der gemeinnützige Verein „panke.info e. V.“ setzt sich aus „Freunden der Panke“ zusammen und tritt für das „Wohl unseres Flusses“ ein.[67] Er sorgt sich um den Fluss, den Wanderweg, räumt Dreck und Müll, organisiert Ausflüge und Radtouren und gibt Informationen zur und rund um die Panke. Der Verein erhielt den Umweltpreis des Bezirks Mitte, der für die Ortsteile Wedding, Gesundbrunnen und Mitte steht.

Nicht zuletzt benutzen viele kulturelle und Bildungseinrichtungen, selbstverständlich auch Gewerbebetriebe ihre Nähe oder „geringe Ferne“, um mit Panke im Namen zu werben und um auf ihre Institution aufmerksam zu machen. Und die an der Panke liegenden Kleingartenvereine nutzen den Zusatz Panke oder das Flüsschen ist nach der Lage im Vereinsnamen enthalten.
Familienname
In Deutschland tragen schätzungsweise 1750 Personen den Nachnamen Panke, der Name ist im Norden Deutschlands verbreiteter. Namensschwerpunkte sind um Berlin, das Ruhrgebiet, Nordwestmecklenburg (Panke zur Stepenitz) und Thüringen. Bemerkenswert zur Besiedlungsstruktur ist das Vorkommen in Polen (Preußen) mit 50 Personen. Bekannte Namensträger sind der deutsche Manager Helmut Panke und die sozialdemokratische Abgeordnete des niederländischen Reichstages Majléne Westerlund Panke.

## EU-Pilotprojekt „Panke 2015“
„Die Europäische Wasserrahmenrichtlinie ist die rechtlich bindende Vorschrift, die im Jahr 2000 in Kraft getreten ist, und die Anforderungen an unsere Gewässer dramatisch verschärft. Die Richtlinie fordert einen guten ökologischen Zustand der Flüsse, also auch der Panke.“ (zit. nach Panke.info) Die Panke fließt durch die beiden Bundesländer Berlin und Brandenburg. Die Berliner Senatsverwaltung für Gesundheit, Umwelt und Verbraucherschutz und das Landesumweltamt Brandenburg haben als gemeinsames Pilotprojekt für die Umsetzung der Wasserrahmenrichtlinie die Panke gewählt. Es wurde eine Arbeitsgemeinschaft gegründet, die sich im Hinblick auf die von Brüssel gesetzte Frist „Panke 2015“ nennt. Das Ziel ist die Sanierung und die Renaturierung des Flusses. Die Vorarbeiten und Planungen erfolgten mit Bürgerbeteiligung (Anwohner, Naturliebhaber, Angler, Interessensverbände), auch über das Internet getätigt, und dem regelmäßig durchgeführten „Tag der Panke“. Zur Regulierung werden auf 19 Kilometern neun Querbauwerke zurückgebaut und es sind 17 Millionen Euro eingeplant, die auch für Regenwasserbehandlungsanlagen und die Verbesserung von Regenrückhaltebecken vorgesehen sind. Der Plan für die Revitalisierung hat folgende Struktur:
- 03/2009: Abschluss der Arbeiten am Gewässerentwicklungskonzept
- ab 2010: erste Maßnahmen
- IV. Quartal 2012: Start des Planfeststellungsverfahrens
- ab 2014: Umsetzung von Maßnahmen im Gewässerverlauf
- ab 2020: Umsetzung des überarbeiteten Planes
- bis spätestens 2027: „guter ökologischer Zustand“ und „gutes ökologisches Potenzial“

Am 30. November 2012 wurde der erste Bauabschnitt des öffentlichen Grünzuges an der Südpanke zwischen Habersaathstraße und Chausseestraße eröffnet. Mit dem „5. Tag der Panke“ endete die Reihe 2012. Dies war waren Bestandteil des Umweltentlastungsprogramms UEP II, das Ende des Jahres 2015 abgeschlossen wurde. Weitere finanzielle Mittel standen in der Förderperiode des Europäischen Fonds für regionale Entwicklung 2014–2020 im „Berliner Programm für Nachhaltige Entwicklung“, kurz BENE, bereit.
Der Umbau der Panke zu einem naturnahen Fluss sollte im Jahr 2018 mit beginnen. Die Umgestaltung traf auf den Widerstand gegenläufiger Interessen. Die Bürgerbeteiligung verzögerte den Beginn: Denkmalschutz stellte sich quer, „Bäume mit Juchtenkäfer oder Biotop mit Auenland“. Das Land stellte 28 Millionen Euro für das Projekt „Panke 2015“ zur Verfügung, um 18 Kilometer der 30 Kilometer Flusslauf zu ändern, wobei zwei Drittel der Projektfläche in Pankow liegen (Auenlandschaft in den Pölnitzwiesen). Eine „ökologisch durchgängige Wehranlage“ am Blankenburger Abzweig des Nordgrabens ersetzt 14 Wehre und soll ermöglichen, dass Fische den Fluss aufwärts schwimmen können. Die Änderungen enden am „Franzosenbecken“, einem Staubecken an der Grenze zwischen dem Bezirk Pankow und dem Ortsteil Gesundbrunnen im Bezirk Mitte. Weiter pankeab beginnt Stadtlandschaft, in der die Interessen von Grundstücksbesitzern am Panke überwogen.
Mit Kompromissen im seit 2003 bestehenden Plan wird mit dem Planfeststellungsbeschluss die Panke ab 2021 umgebaut und  bis 2025 „renaturiert“ sein. Der Umbau erfolgt im Rahmen des EU-Pilotprojektes „Panke 2015“ entsprechend der Europäischen Wasserrahmenrichtlinie (WRRL) zur Verbesserung des ökologischen Zustands von Gewässern. Es soll der vormals bestehende, geschwungene Verlauf vor der Begradigung, Kanalisierung und Verrohrung neu gestaltet werden. Das Ziel ist durch Schleifen in flachen Auen die Panke um zwei Kilometer zu verlängern und den Aufstieg von Fischen zu ermöglichen, beispielsweise müssen Brücken „naturnah“ ersetzt werden, 878 Bäume – vorrangig zwischen Blankenburg und Karow – sollen weichen. Verändert wir der Lauf am Nordufer im Bürgerpark und Schlosspark Schönhausen. Am ehemaligen Stützpunkt des Straßen- und Grünflächenamts (SGA) sollen ein Mäander (Pankeschleife mit Inseln in der Flussmitte) und der Fluss im Hochwasserbecken umverlegt werden. An Kleingartenanlagen wird keine Änderung erfolgen. Schwierigkeiten entstehen am Rechenwerk Schulzendorfer Straße, das den Düker an der Chausseestraße für die U-Bahn vor Totholz schützt.

## Beschreibung aus dem Jahre 1840
„Panke oder Pankow, ein Flüßchen, entspringt bei Bernau im rothen Felde, fließt durch die Dörfer oder vorbei bei den Dörfern Zepernick, Buch, Franz. Buchholz, Nieder=Schönhausen und Pankow, theilt sich bei Nieder=Schönhausen in 2 Armen, von denen der nördliche der Schönhauser Graben heißt; der südliche, die eigenthliche oder alte Panke, fließt durch die Oranienburger Vorstadt, die Eisengießerei, tritt bei dem Charitégarten in die Stadt und fällt auf dem Schiffbauerdamm, zwischen No. 2 und in 3 die Spree. In der Stadt hat sie 3 Brücken und in der Vorstadt 13. Der Schönh. Graben fließt beim Unterbaum in die Spree. Obgleich die Panke den größten Theil des Jahres ein ganz seichtes, stilles, nur in Ebenen fließendes Wasser ist, so schwillt sie bei hohem Wasserstande im Allgemeinen, und wenn im Winter viel Schnee gefallen ist, doch ungemein an, verursacht bedeutende Ueberschwemmungen und wird selbst reißend. So zerstörte sie z. B. vor 2 Jahren die massive Brücke zwischen Pankow und Schönhausen und machte vor mehreren Jahren die Papiermühle beim Luisenbade unbrauchbar. Jetzt treibt sie bei Pankow wieder eine Papiermühle.“